# Шифровка (знак)

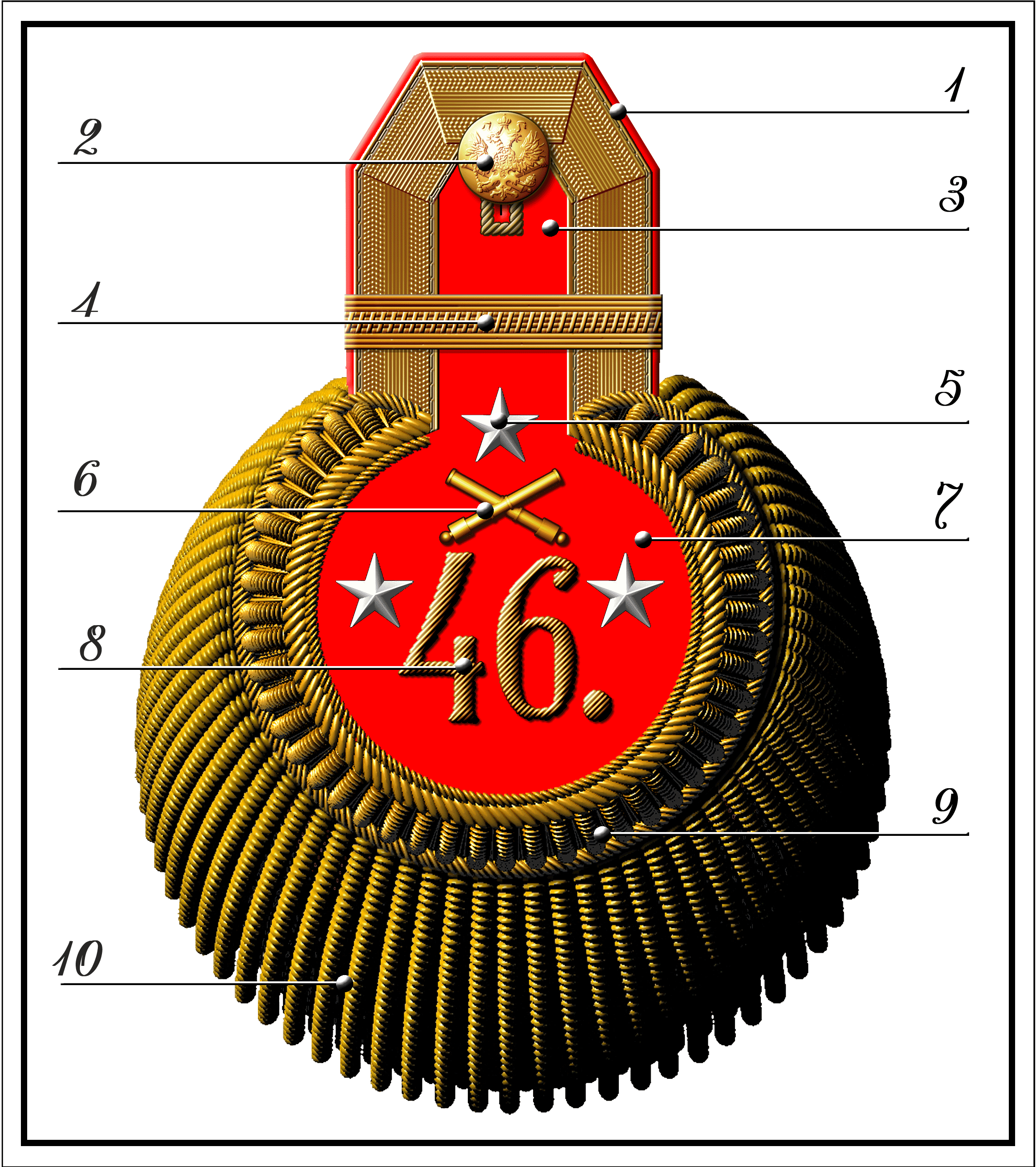
Части эполета
(на примере эполета подполковника 46-й Артиллерийской бригады):
1. подбой
2. пуговица
3. корешок
4. контр-погон
5. звёздочки
6. спецзнак
7. поле
8. шифровка
9. шейка (ободок)
10. кисти или бахрома

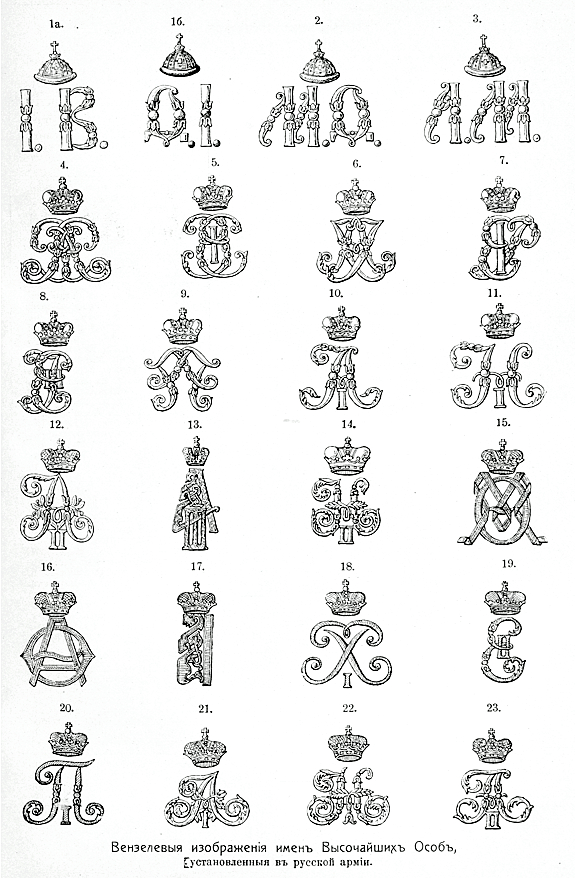
«Вензелевые изображения»
рисунок из статьи в
«Военной энциклопедии Сытина»

Шифровка, Шифр — знак (изображение), вышитое или нарисованное (также изделие из металла) на знаках различия (погонах, эполетах и так далее), отображающее войсковой номер или монограмму почётного командира (шефа) формирования, сейчас имеются на знаках различия у отдельных формирований в государстве, например в президентском полку России.

## История
В Вооружённых силах Российской империи шифровка на знаках различия представляла собой изображение, вышитое (первоначально из шнура, позже прорезные у нижних чинов) или нарисованное, войсковые номера формирований (дивизий в пехоте, бригад в артиллерии, полков в кавалерии и батальонов в сапёрных войсках), или начальные буквы имени (монограмму) почётного командира (шефа), или наименования части, вышиваемые на погонах и эполетах офицеров и отпечатываемые через трафарет краской на погонах нижних чинов. Шифровки, как изделие, допускались металлические, накладные или вышитые у офицеров; в частях же, где Государь Император состоял шефом формирования, шифровки были накладные и у нижних чинов.
Шифровка на погонах и эполетах (по номеру дивизии) впервые введена 15 декабря 1807 в гренадерских и мушкетёрских полках и 23 декабря 1807 — в егерских полках.
По смерти Всероссийского императора Александра I, чинам, состоявшим в день его кончины в ротах Его Величества полков Лейб-гвардии Преображенского и Семёновского, было пожаловано металлическое изображение его вензеля для ношения на эполетах и погонах. Позже и по смерти Всероссийских императоров Николая I и Александра II их вензеля были пожалованы чинам их рот, эскадронов и батарей. Эти вензелевые изображения носились до тех пор, пока чины состояли в той части рода оружия, где они их получили, или в другой, имеющей то же преимущество. С переходом же в часть, не пользующуюся этим правом, а также с выходом в отставку или при производстве нижних чинов в офицеры, вензелевые изображения носились на левой стороне груди. При золотом приборе вензелевые изображения должны быть серебряные, и наоборот, при серебряном приборе — золотые.
Шифровки на эполетах, погонах и наплечных шнурах различают:
- вензелевые (вензель свитский, шефский, соединённый[10]);
- номерные;
- литерные;
- знаки специальных родов оружия[11].

На защитном обмундировании в Русской армии были установлены следующие цвета шифровки на защитной стороне погон:
- пехота — жёлтый;
- кавалерия — голубой;
- артиллерия — красный;
- инженерные войска — коричневый;
- стрелки — малиновый;
- казаки — синий;
- железно-дорожные войска — светло-зелёный;
- обозные части — белый;
- крепостные и вспомогательные части — оранжевый;
- интендантские учреждения — чёрный.

20 мая 1911 года были присвоены новые шифровки (а именно: литеры и цифры, специальные знаки (накладные знаки), вензелевые изображения имён, остальные вензелевые изображения) всем частям войск на защитной и цветной сторонам погон нижних чинов и на эполетах и погонах генералов, штаб- и обер-офицеров и на погонах подпрапорщиков.
Для вновь сформированных частей шифровки вводились отдельными узаконениями. Например, в Туркестанских стрелковых батальонах — шифровка на знаках различия — с номером батальона при литере «Т».

### Примеры вензелевых шифровок (вензель свитский, шефский, соединённый)

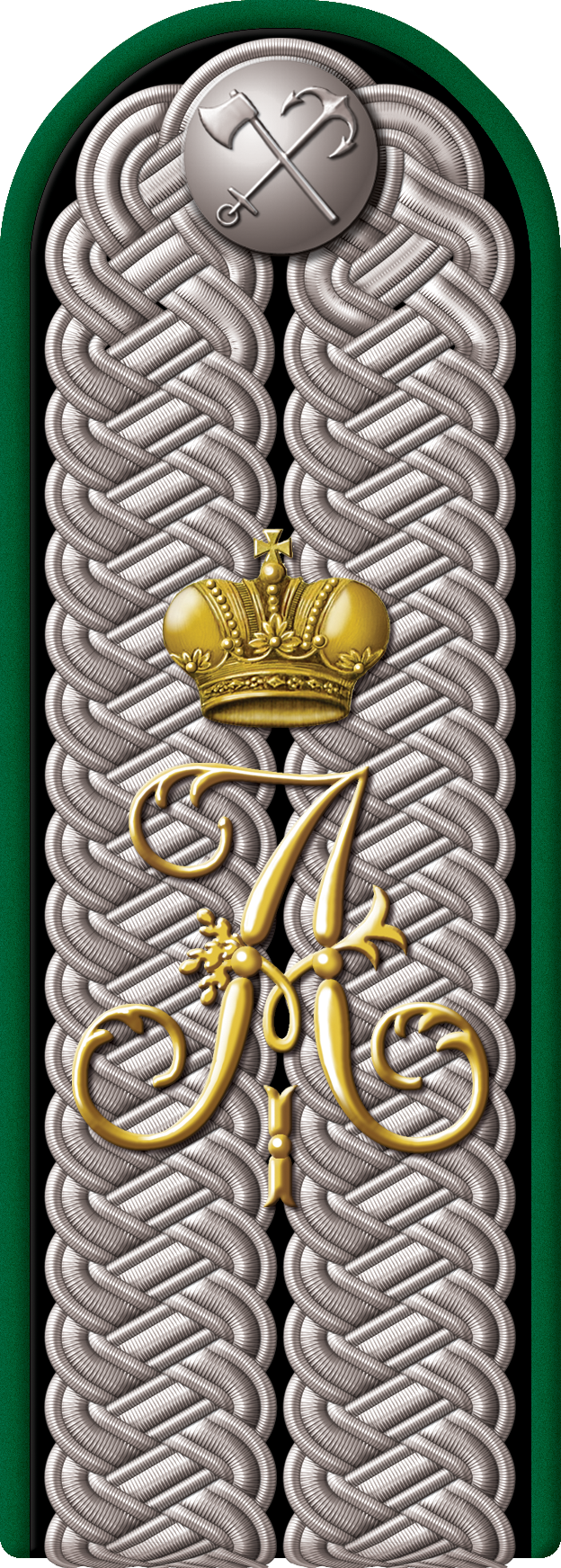
Инженер путей сообщения, титулярный советник, служащий в Институте инженеров путей сообщения императора Александра I (погон с металлическим накладным вензелем, 1877(?)–1885 годы)
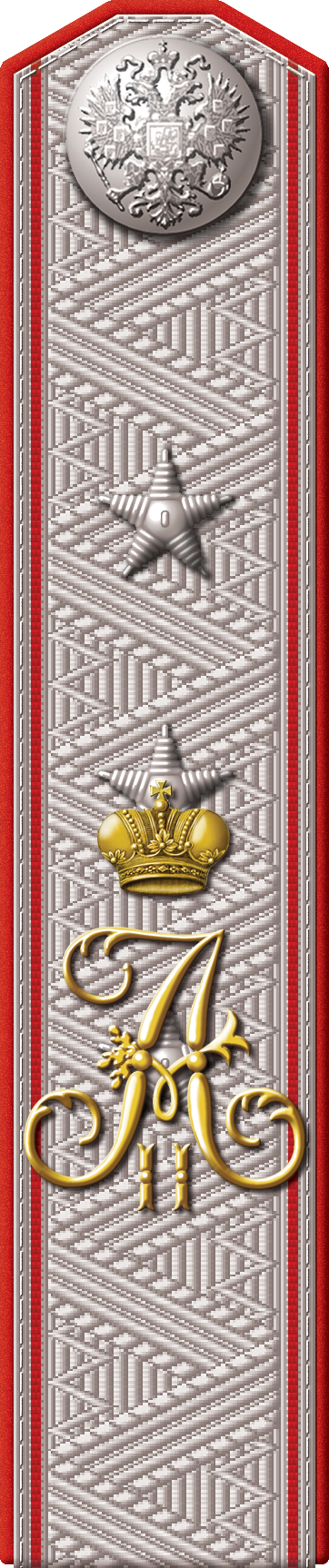
Статс-секретарь Его Величества, служащий в Военном министерстве, тайный советник (погон с вензелем Александра II образца 1871–1875 годов)
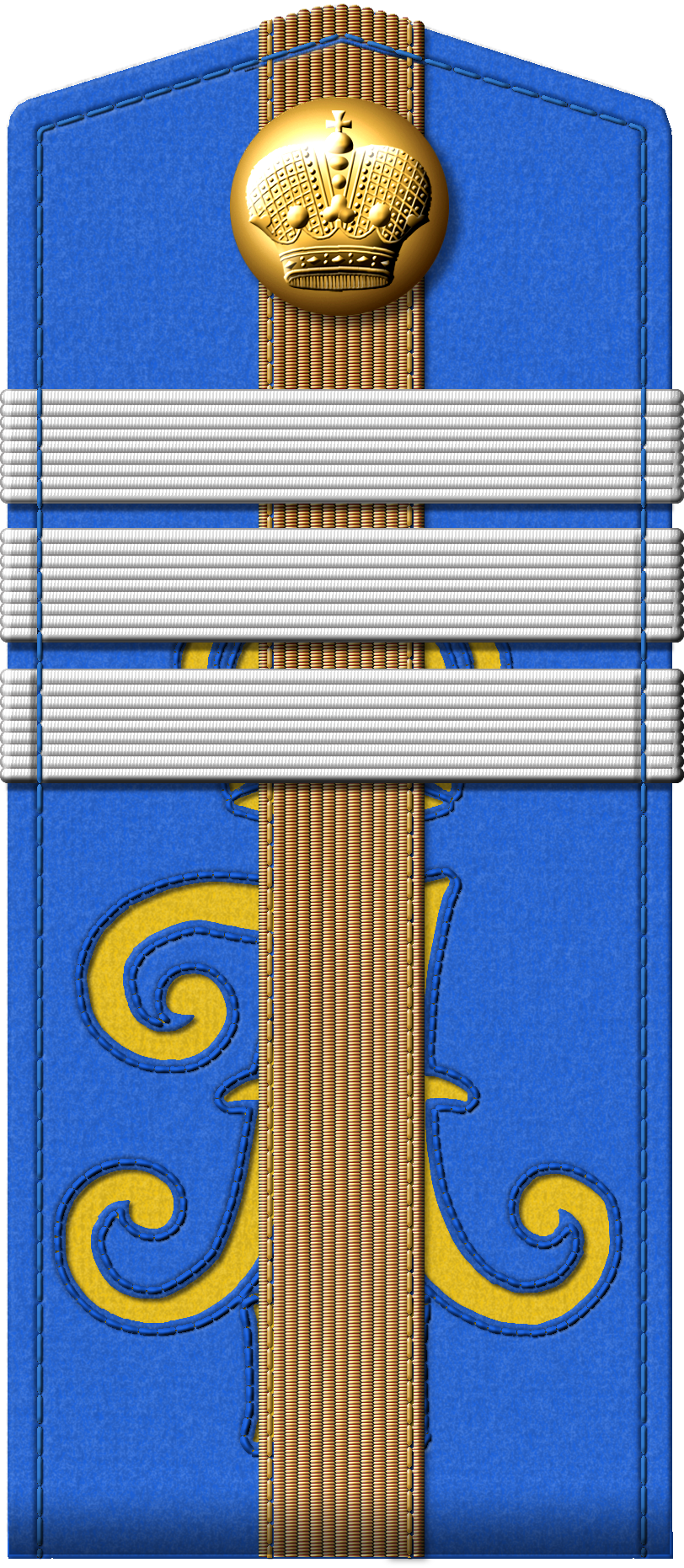
Старший унтер-офицер, отличный стрелок 68-го лейб-пехотного Бородинского Его Величества полка (погоны с прорезным вензелем Имени Императора Александра II по состоянию на 1874 год)
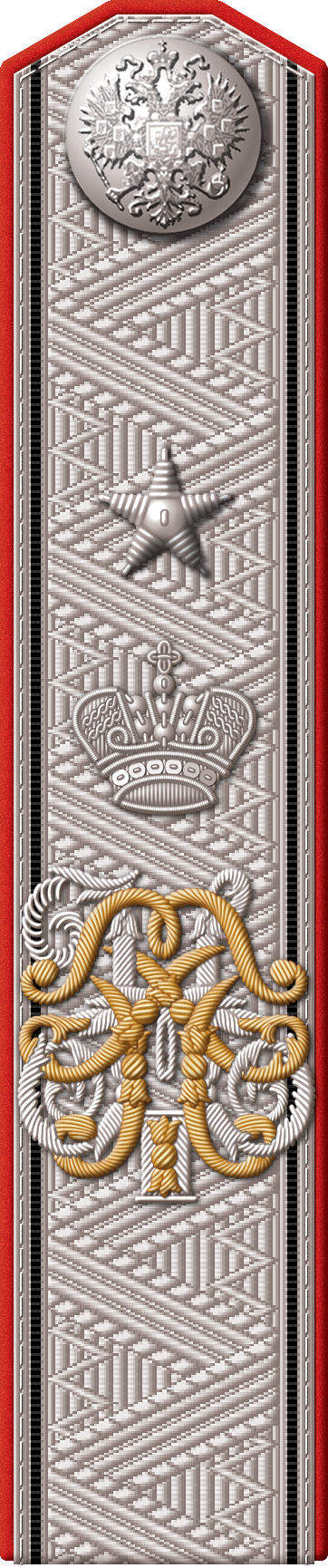
Врач Императорской военно-медицинской академии, лейб-медик (пожалованный в это звание Николаем II), статский советник (погон образца 1898–1902 годов с соединённым вензелевым изображением вышитым серебряной и золотой канителью[18] Имени Государя Императора с Именем Августейшего Основателя Императорской военно-медицинской академии Императора Павла I[19])
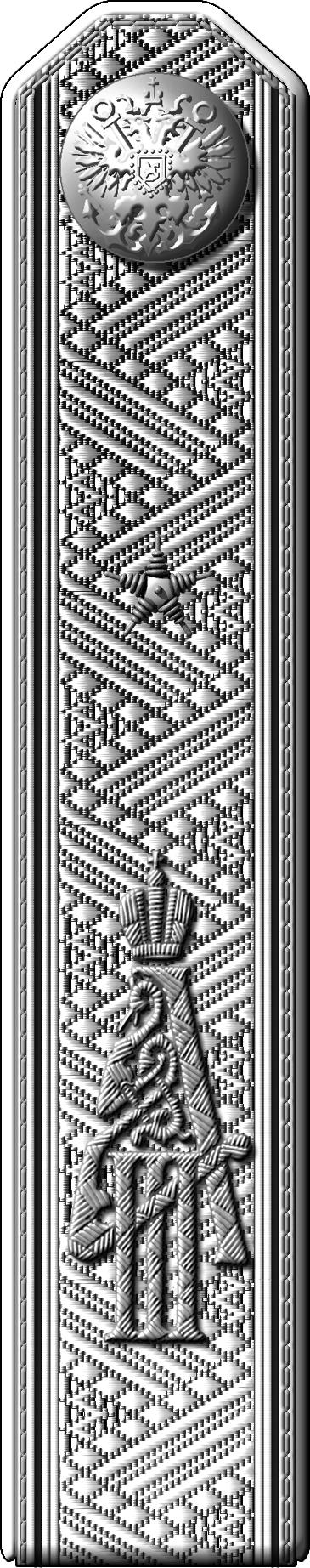
Лейб-медик или лейб-хирург в царствование императора Александра III в чине статского советника (погон образца 1893 года, 1893-1906 годы)
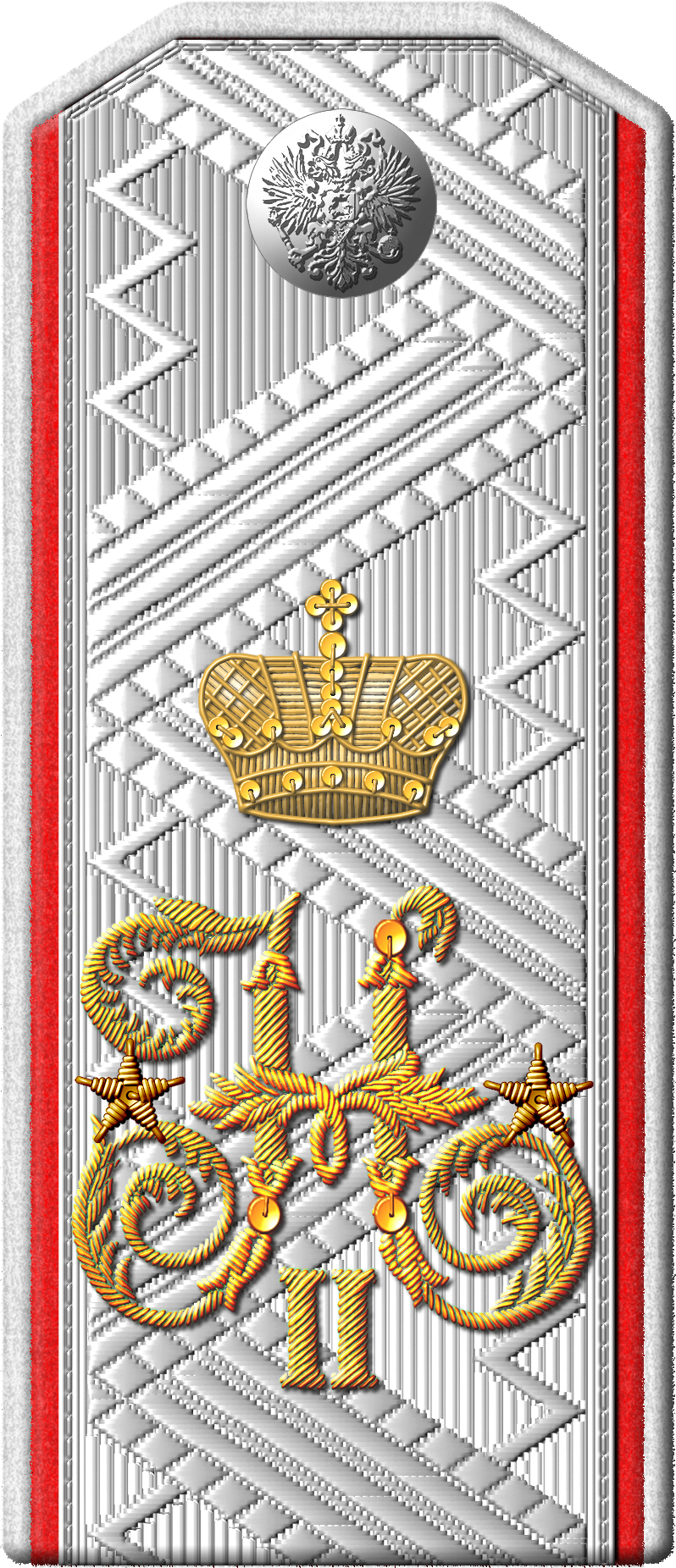
Свиты Его Императорского Величества Генерал-майор (свитский вензель с блёстками для лиц Свиты Его Величества[18], погоны при свитской форме по состоянию на 1894—1917 года)
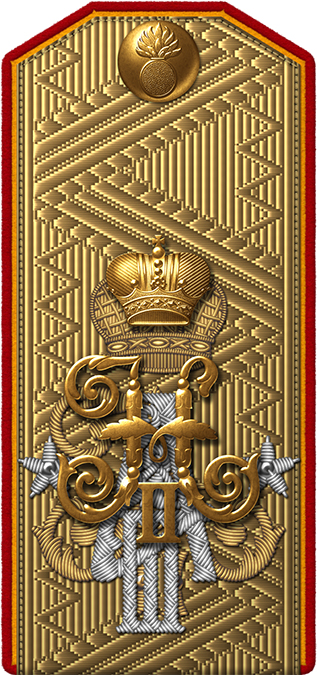
Генерал-майор Свиты Его величества при форме 1-го лейб-гренадерского Екатеринославского Императора Александра II полка, состоявший в шефской роте 20.10.1894 (три соединённых вензеля)
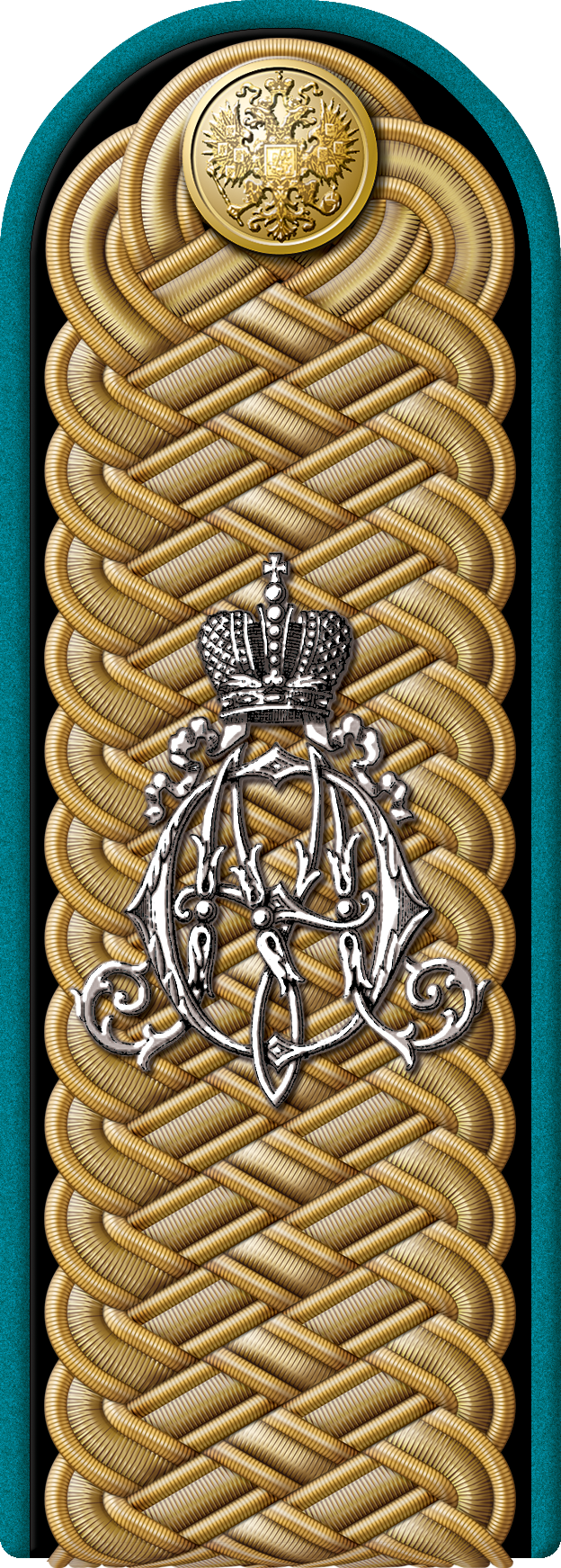
Главноуправляющий Собственной Е.И.В. канцелярией по учреждениям императрицы Марии, действительный тайный советник (погон с вензелем, 1897–1910 годы)
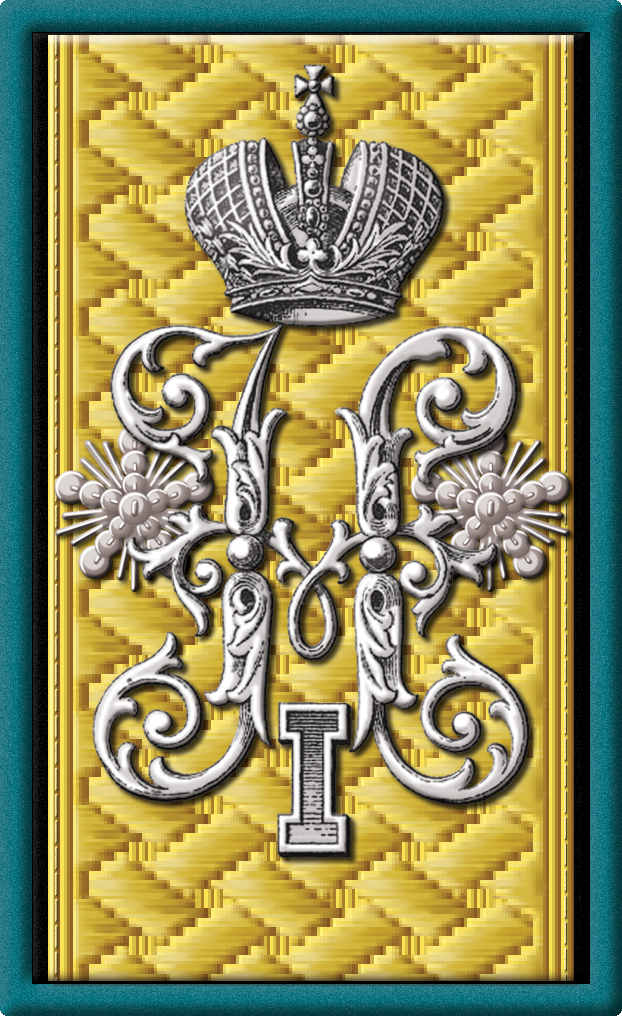
Действительный статский советник ведомства учреждений императрицы Марии, состоящий на службе в Гатчинском сиротском институте Николая I (поперечный погон (контр-погон) с вензелем образца 1898–1910 годов)
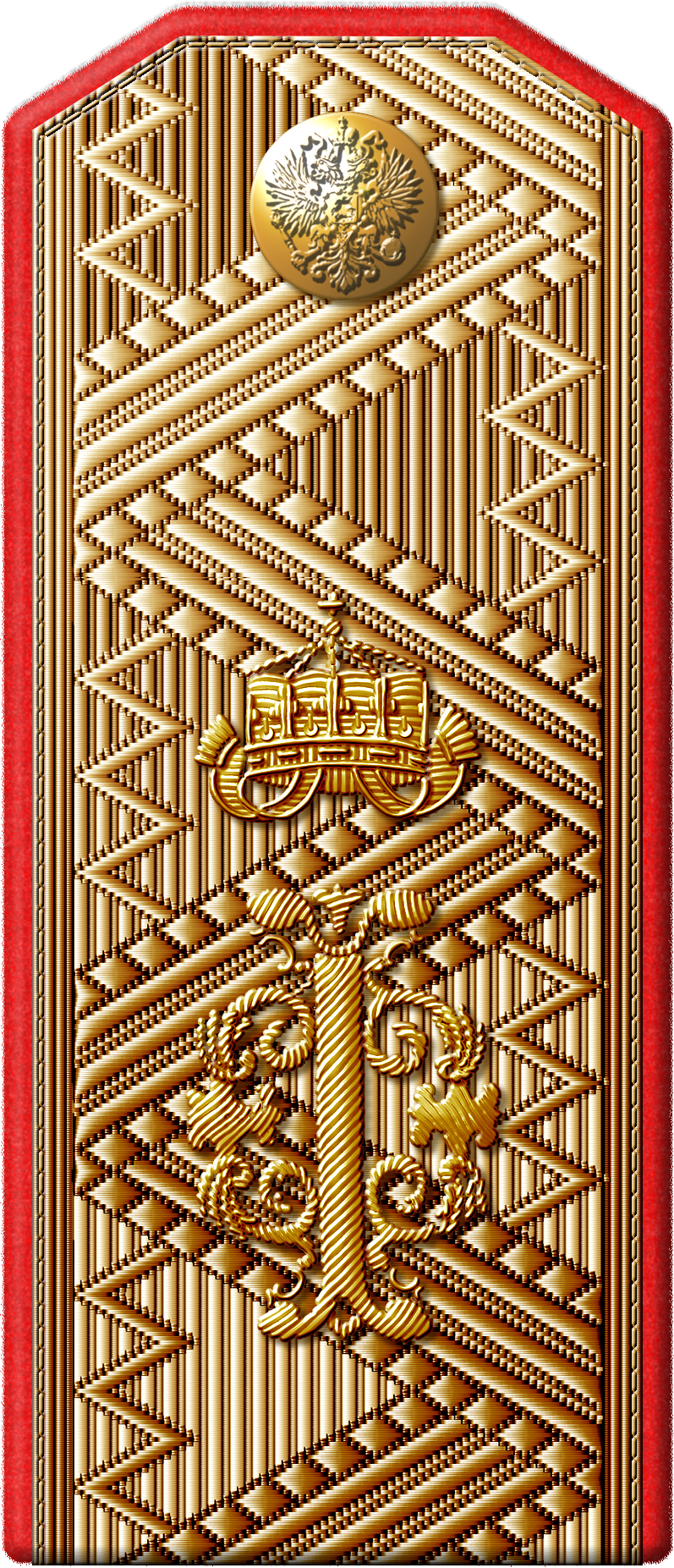
Генерал от инфантерии 54-го пехотного Минского Его Величества Царя Болгарского полка (реконструкция погон шефа полка, Царя Болгарии Фердинанда I по состоянию на 1902-1915 г.)
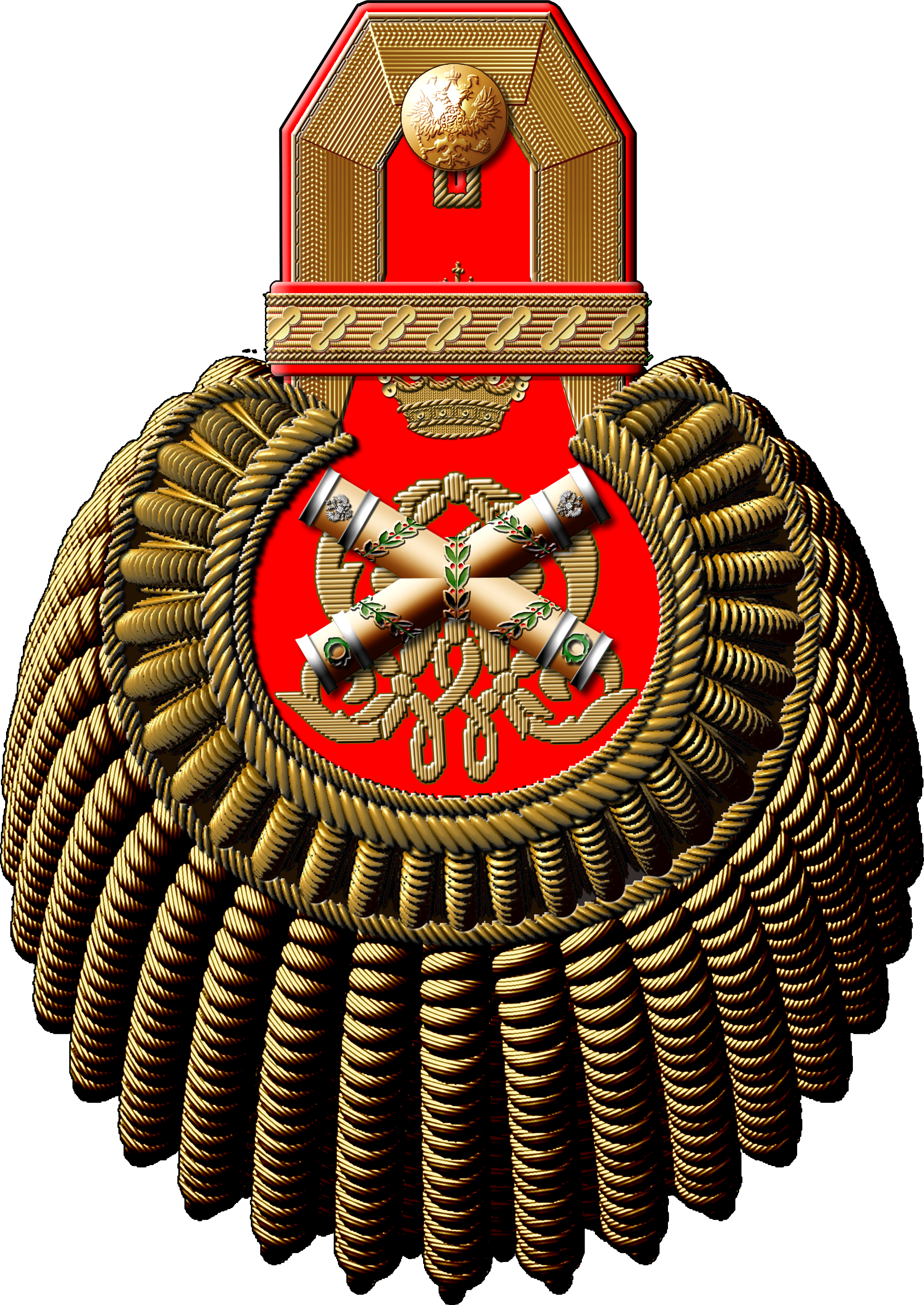
Генерал-фельдмаршал 85-го пехотного Выборгского Его Императорского Королевского Величества Императора Германского Короля Прусского Вильгельма II полка (реконструкция эполета Короля Прусского Вильгельма II по музейному образцу, 1902—1914 годы)
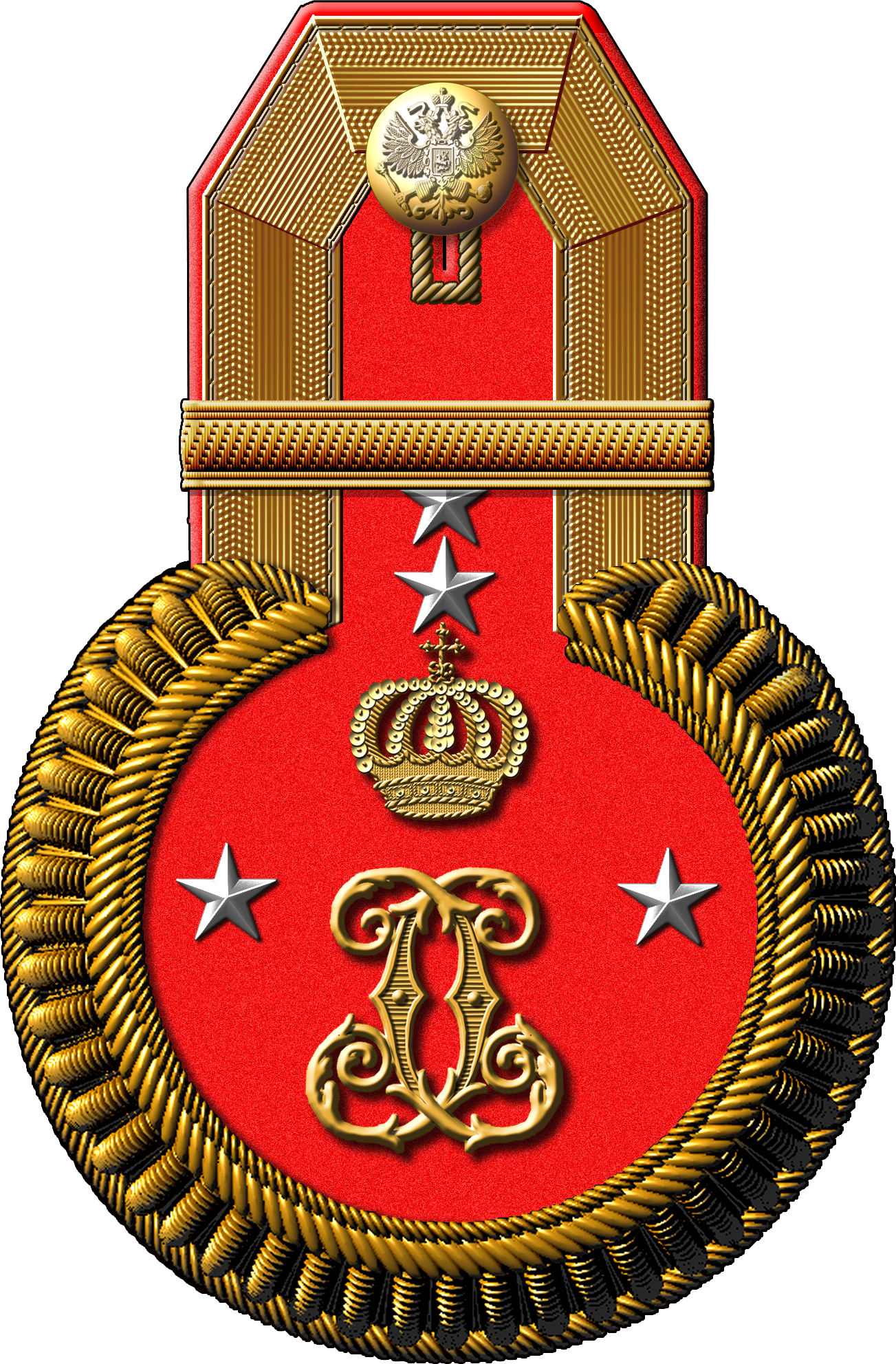
Штабс-капитан 18-го пехотного Вологодского Его Величества короля Румынского полка (эполеты по состоянию на 1904-1917 г.)
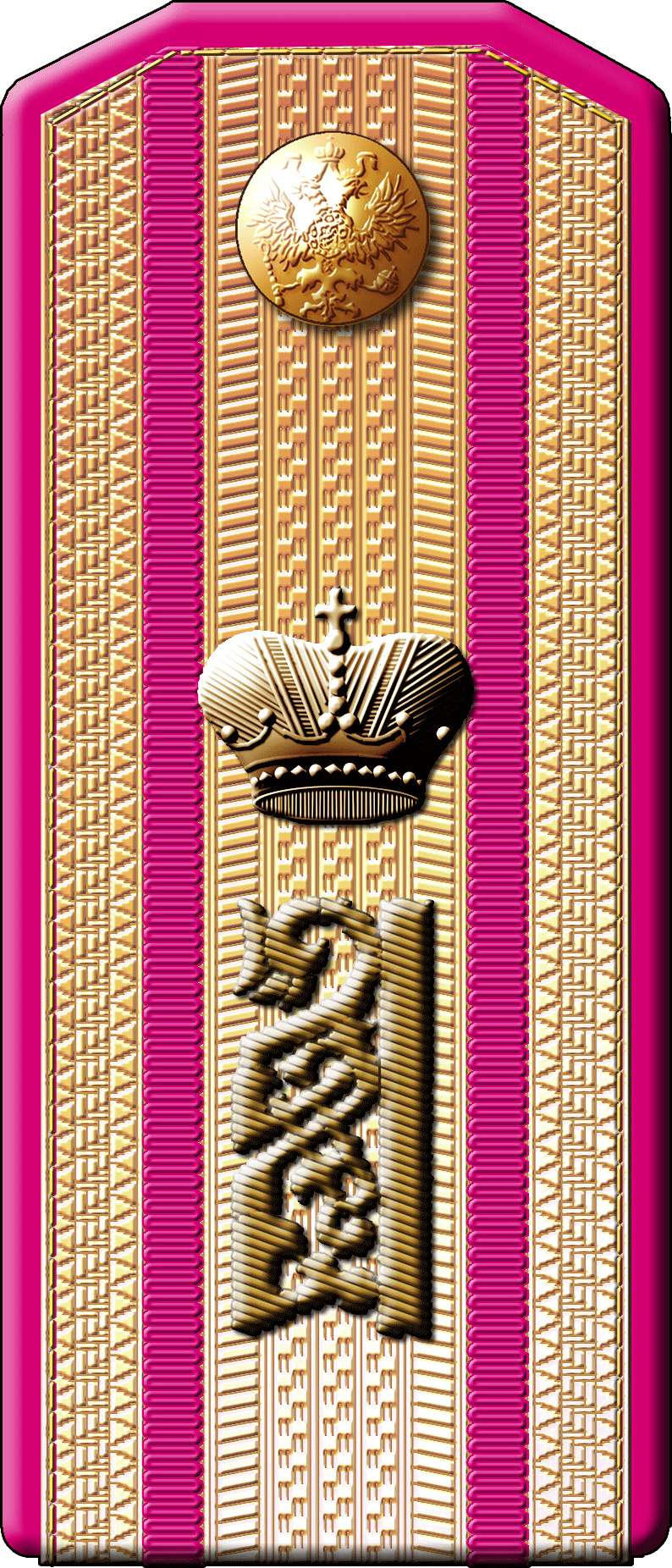
Полковник 12-го Восточно-Сибирского Его Императорского Высочества Государя Наследника Цесаревича стрелкового полка (погон по состоянию на 1904-1909 годы)
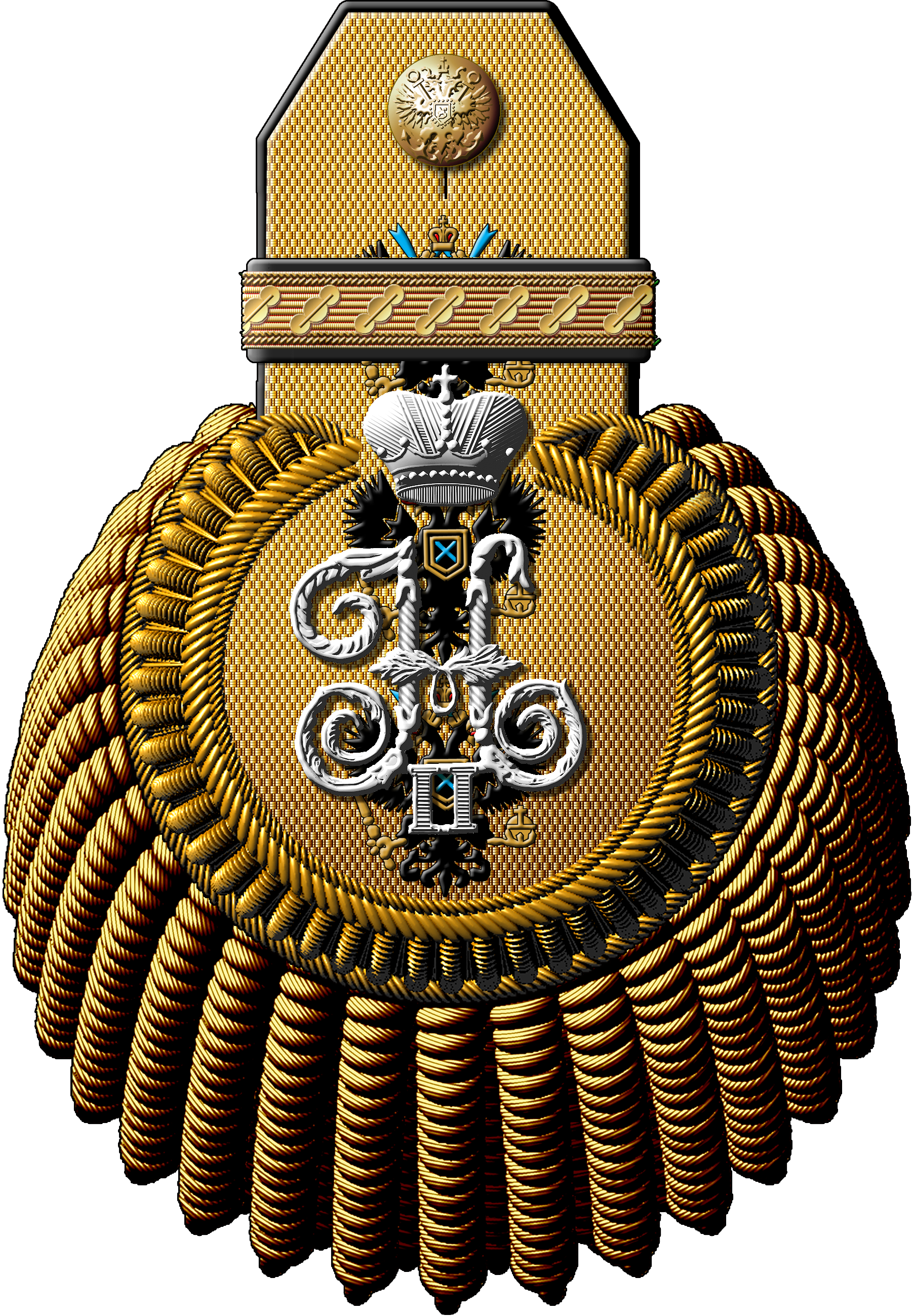
Генерал-адъютант в чине адмирала (свитский вензель на эполете 1904—1917 гг.)
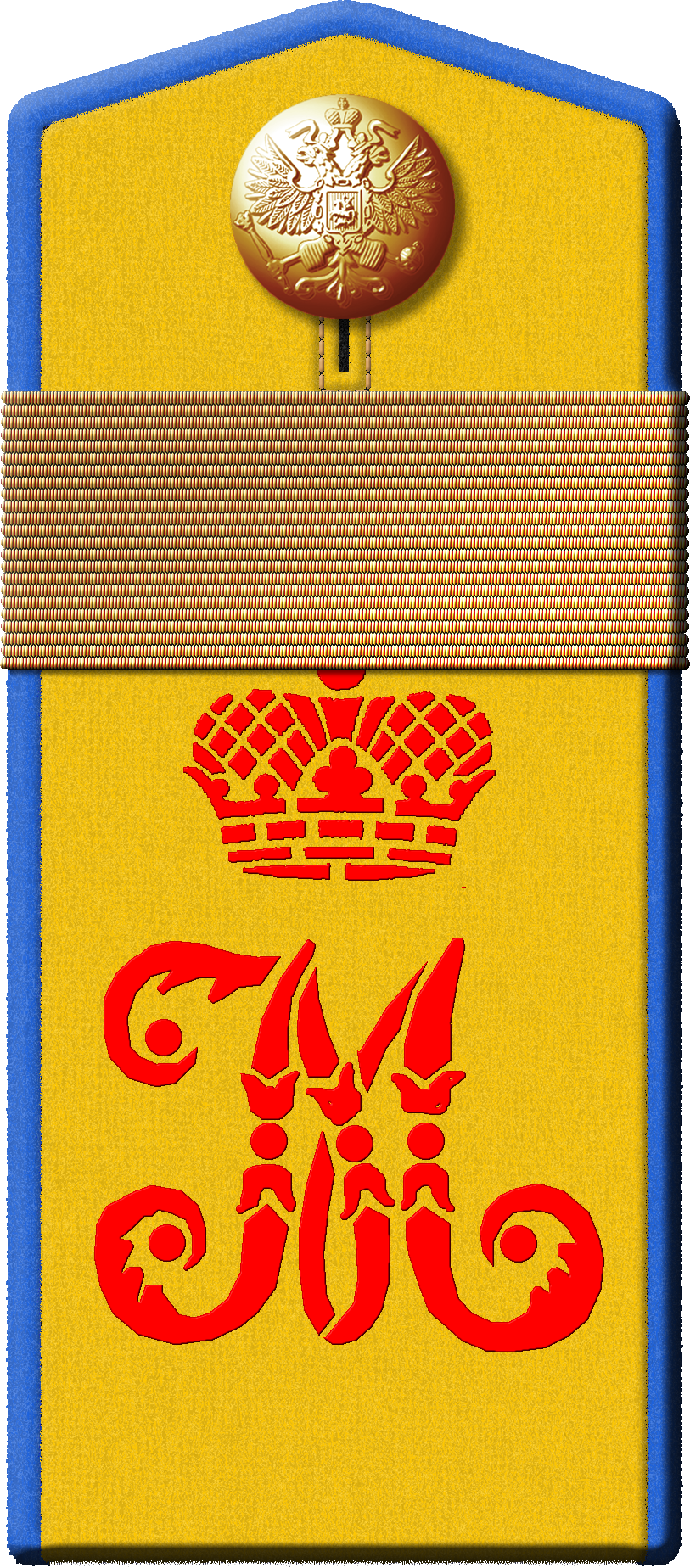
Фельдфебель 6-го гренадерского Таврического Генерал-фельдмаршала Великого Князя Михаила Николаевича полка (погоны по состоянию на 1904-1907 годы)
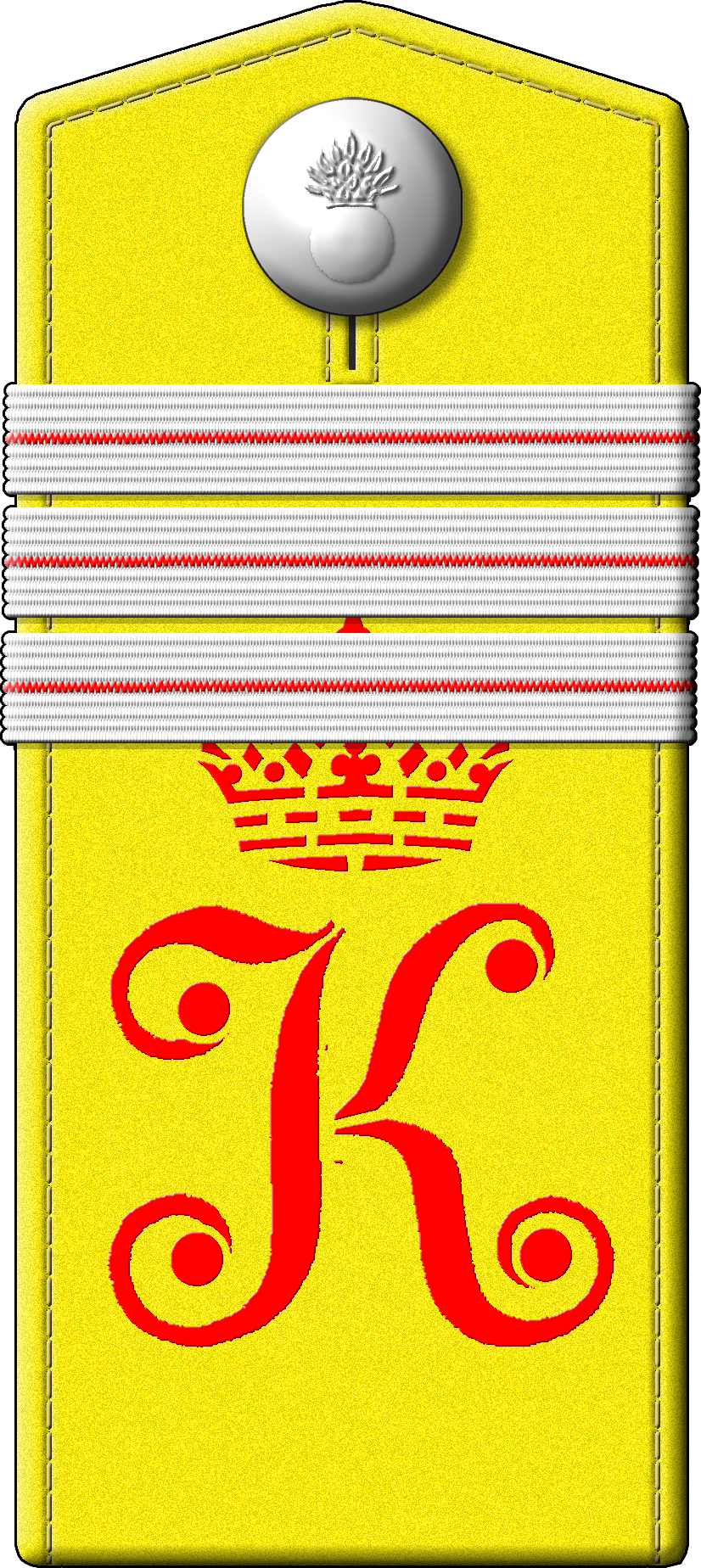
Старший унтер-офицер 15-го гренадерского Тифлисского Его Императорского Высочества Великого Князя Константина Константиновича полка (погоны по состоянию на 1907-1917 годны)
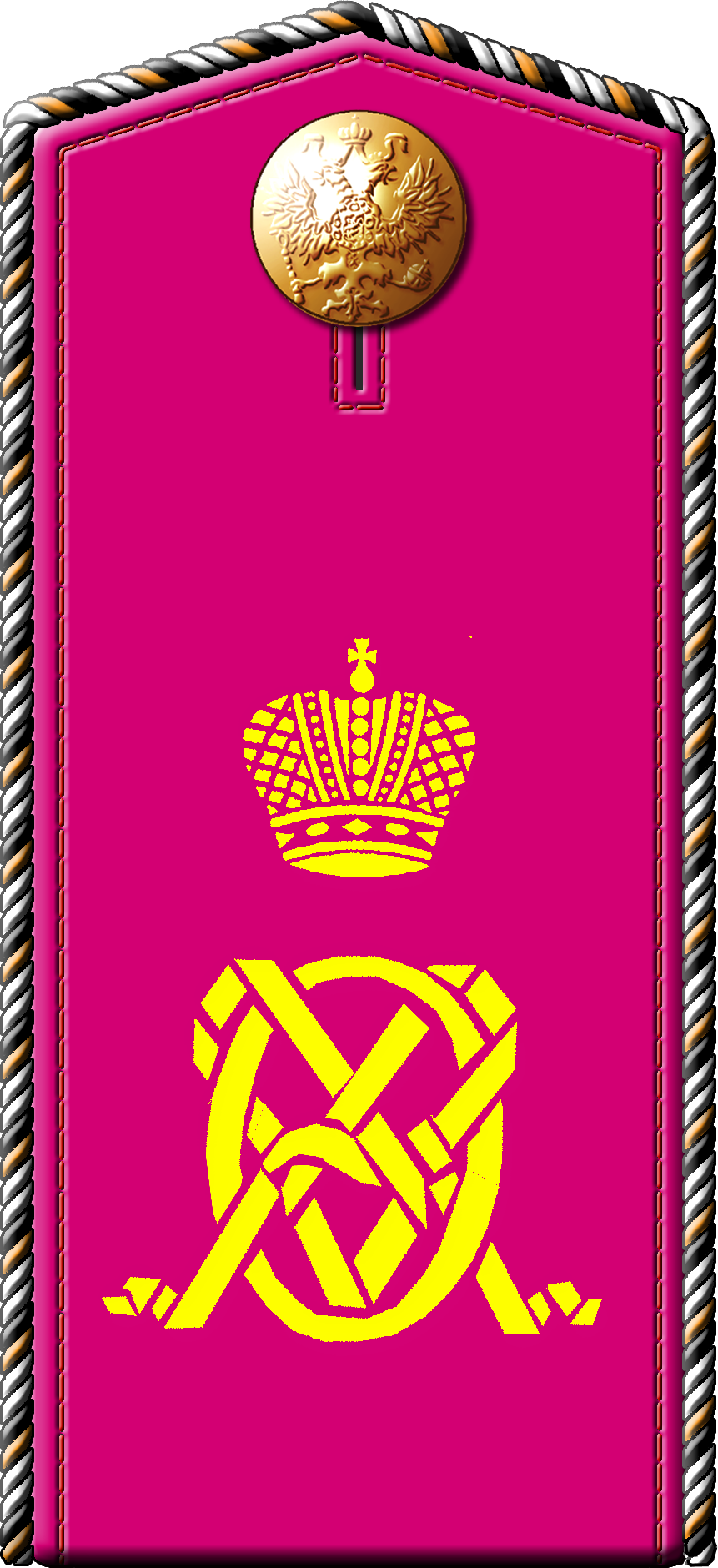
Рядовой на правах вольноопределяющегося 11-го Восточно-Сибирского стрелкового Её Императорского Величества Государыни Императрицы Марии Фёдоровны полка (погон по состоянию на 1907—1917 годы)
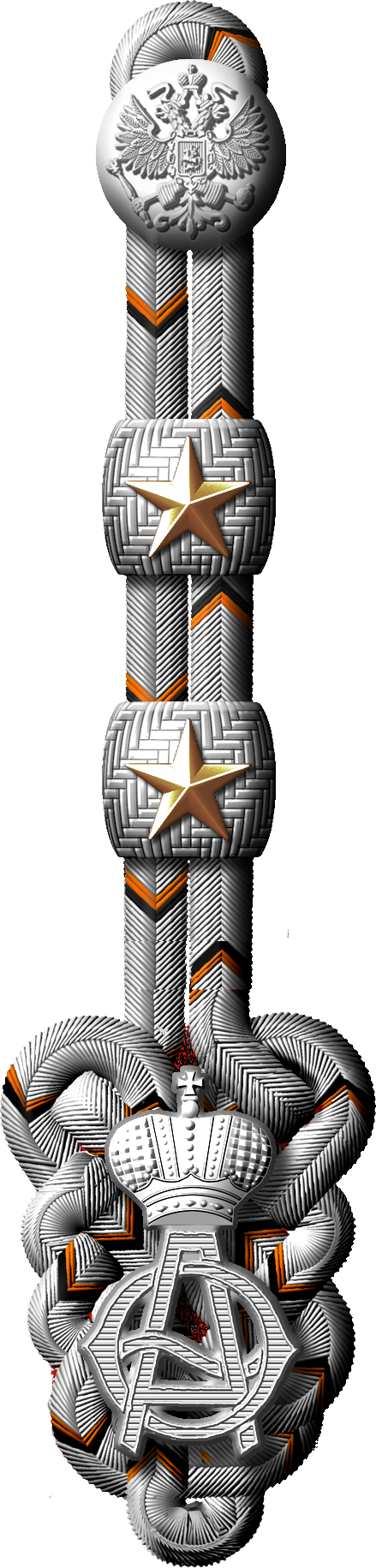
Генерал-майор или Корнет 5-го гусарского Александрийского Её Величества Государыни Императрицы Александры Фёдоровны полка (шнуры наплечные по состоянию на 1908-1917 годы)
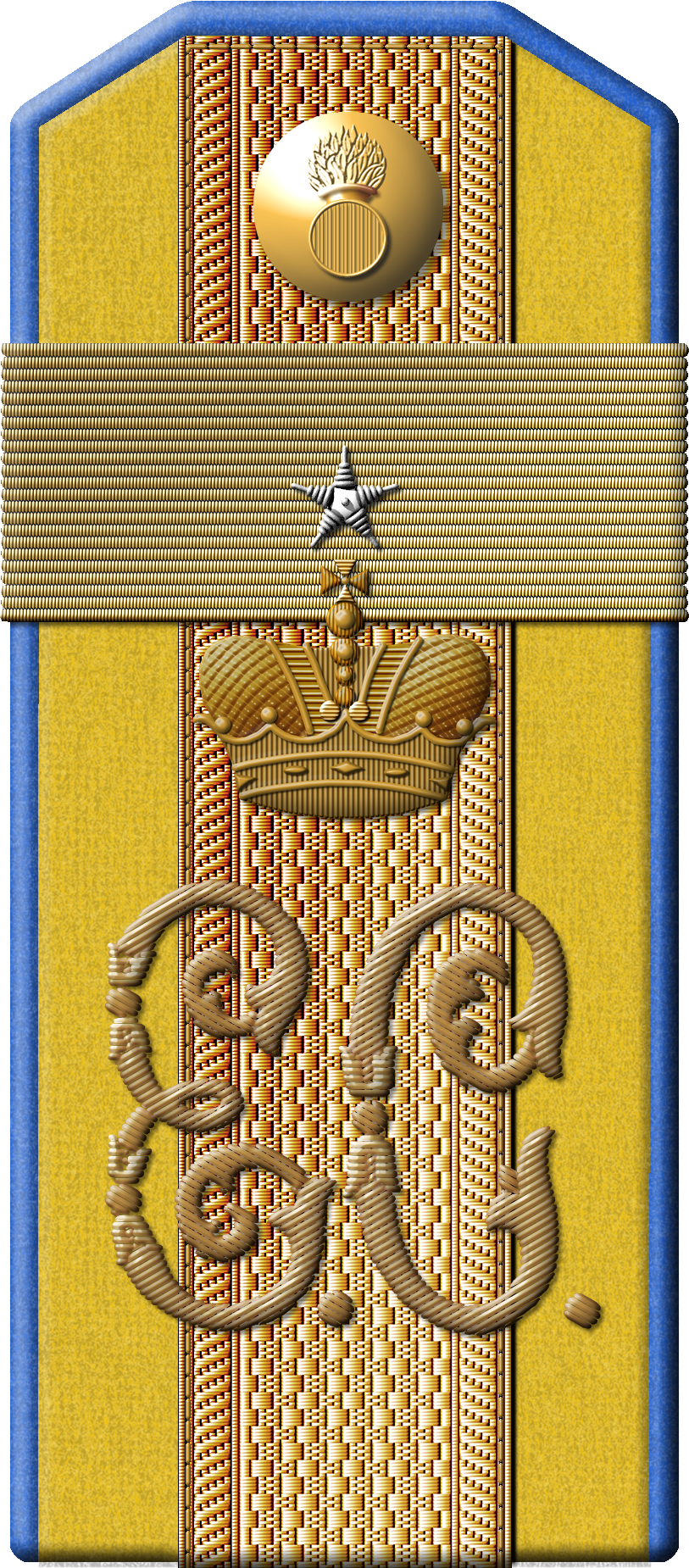
Зауряд-прапорщик в должности фельдфебеля 5-го гренадерского Киевского Генерал-Фельдмаршала Князя Николая Репнина, ныне Ея Императорского Высочества Великой Княгини Елисаветы Феодоровны, полка (погоны с двумя вензелями (второй - Его Императорского Высочества Великого Князя Сергия Александровича) по состоянию на 1911—1912 года)
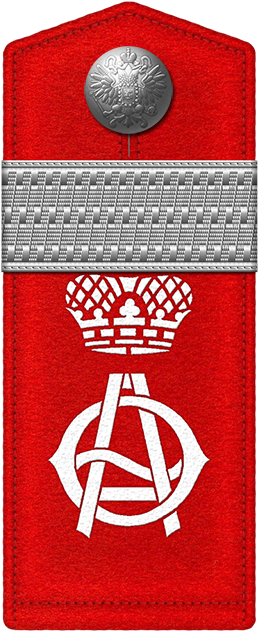
Вахмистр Крымского конного императрицы Александры Федоровны полка (погон с вензелевым изображением Имён Их Императорских Величеств Государынь Императриц[23] образца 1914 года)
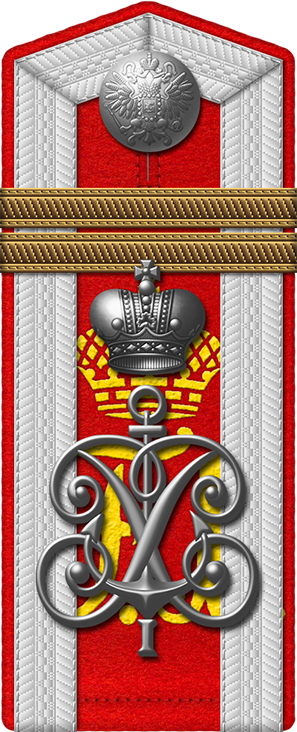
Младший унтер-офицер – сверхсрочнослужащий 2-го разряда команды гребцов катеров Кексгольмского Императора Австрийского полка, 1914 год[20] (шефский вензель и накладное, гладкое по цвету металлического прибора вензелевое изображение Имени Императора Петра I[24])
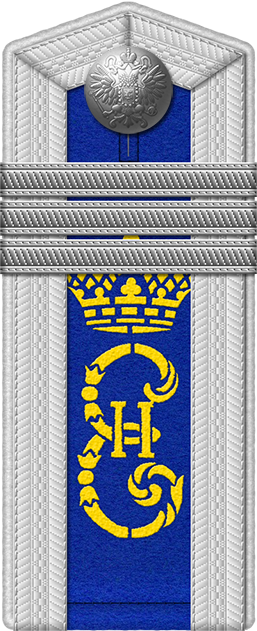
Старший унтер-офицер — сверхсрочнослужащий 2-го разряда 6-го драгунского Глуховского Императрицы Екатерины Великой полка (погон образца 1914 года)

Примеры номерных и литерных шифровок на знаках различия Российского императорского флота и Российской императорской армии

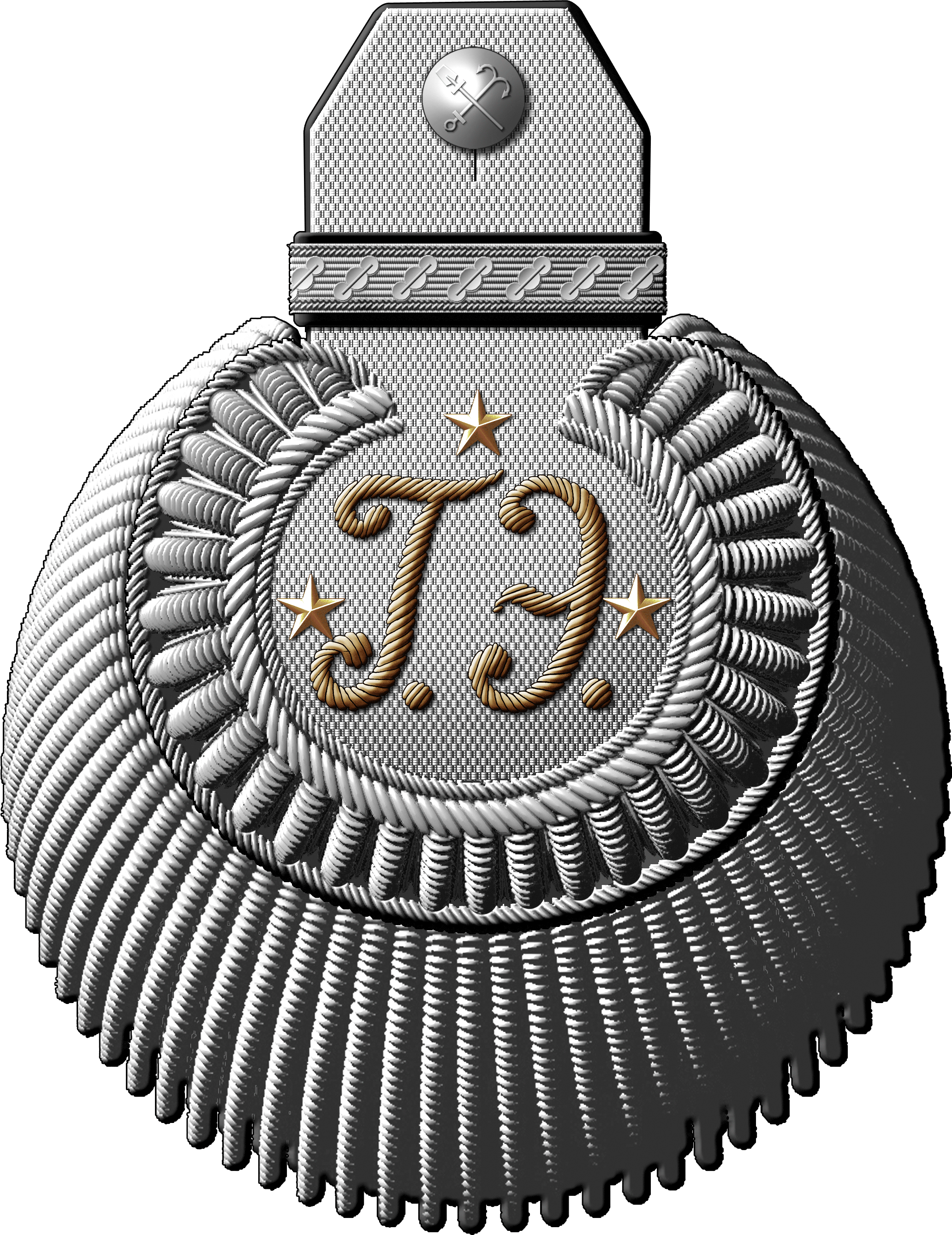
Подполковник Гардкоутного экипажа Путей Сообщения (эполет 1837—1855 годов)
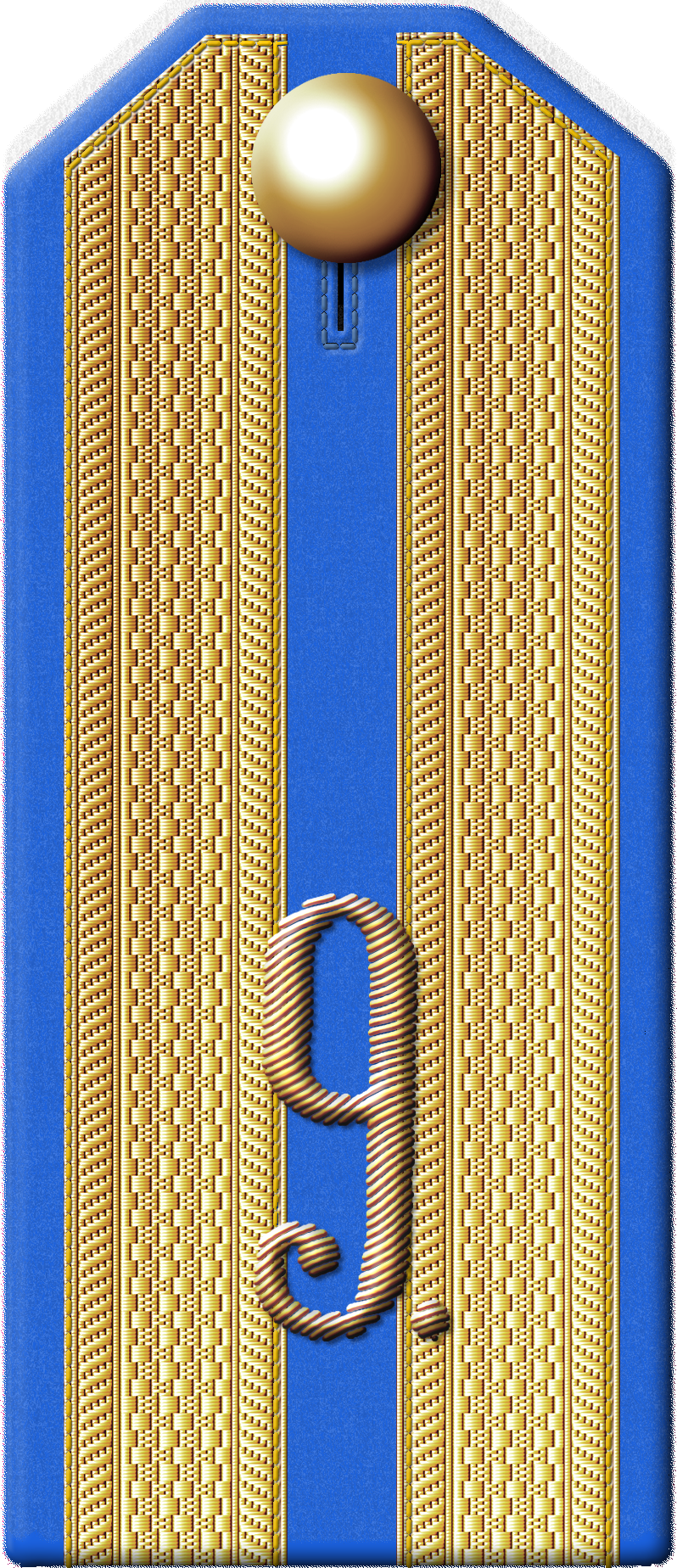
Капитан 35-го пехотного Брянского и 36-го пехотного Орловского полков (погон классного чина образца 1860 года)
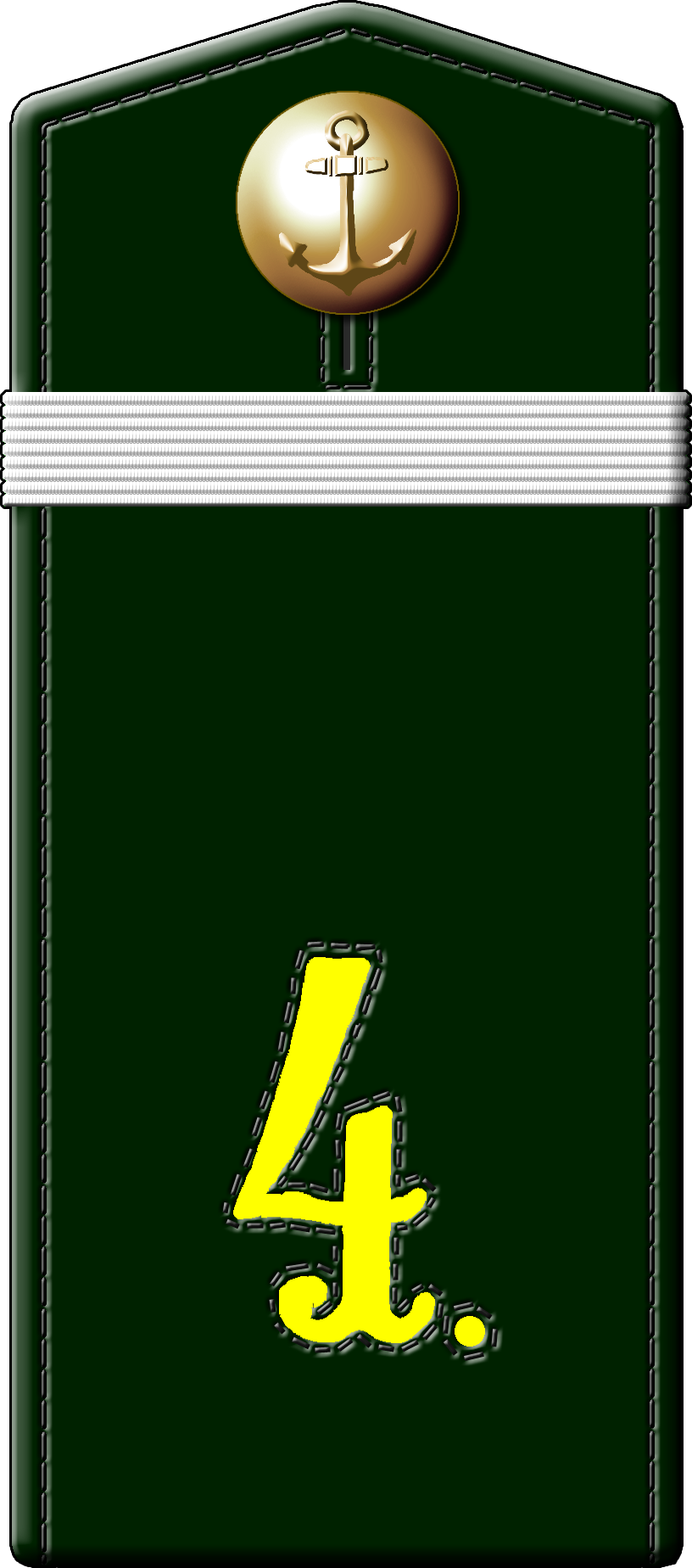
Матрос 1-й или 2-й статьи, имеющий специальное звание "Марсовый" (погон по состоянию на 1874 г.) 4-го флотского экипажа
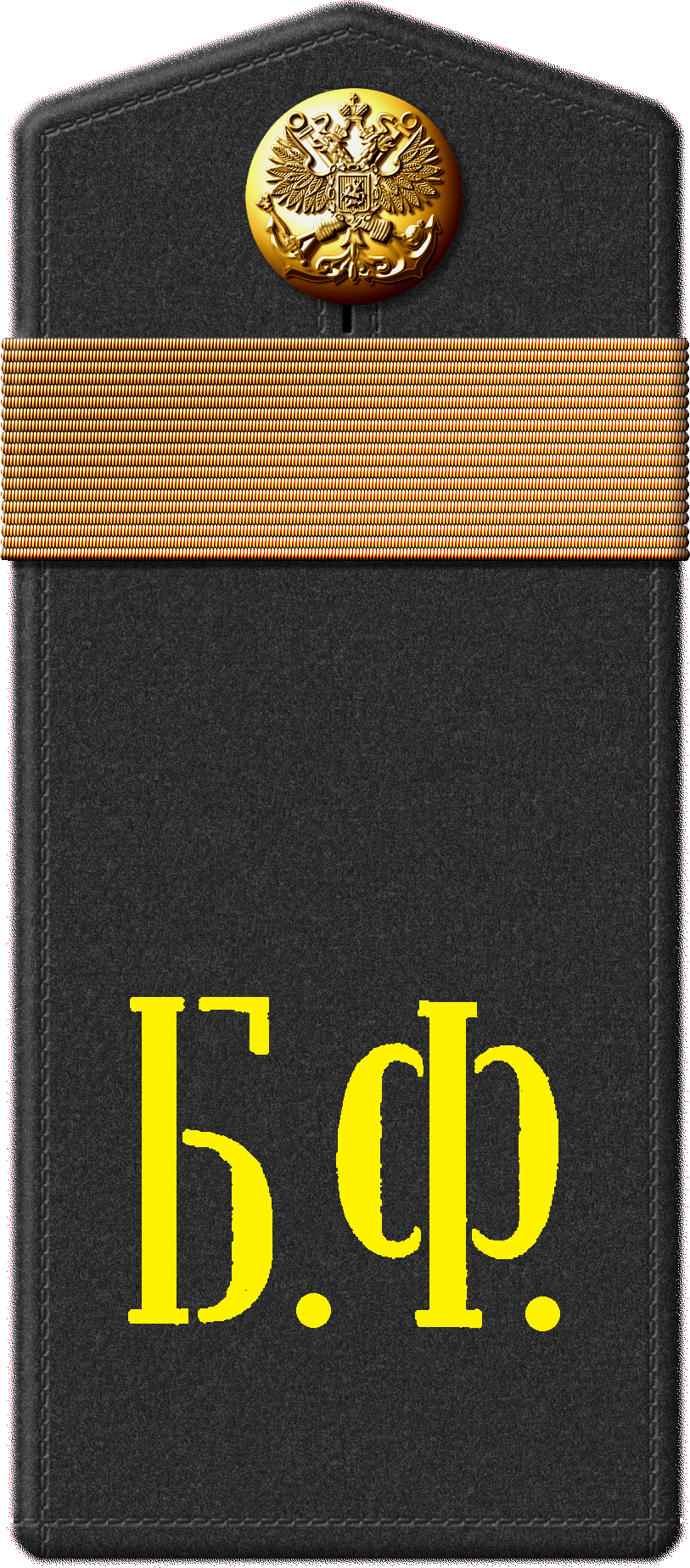
Боцман Балтийского флота Российской империи, 1908—1917 годы
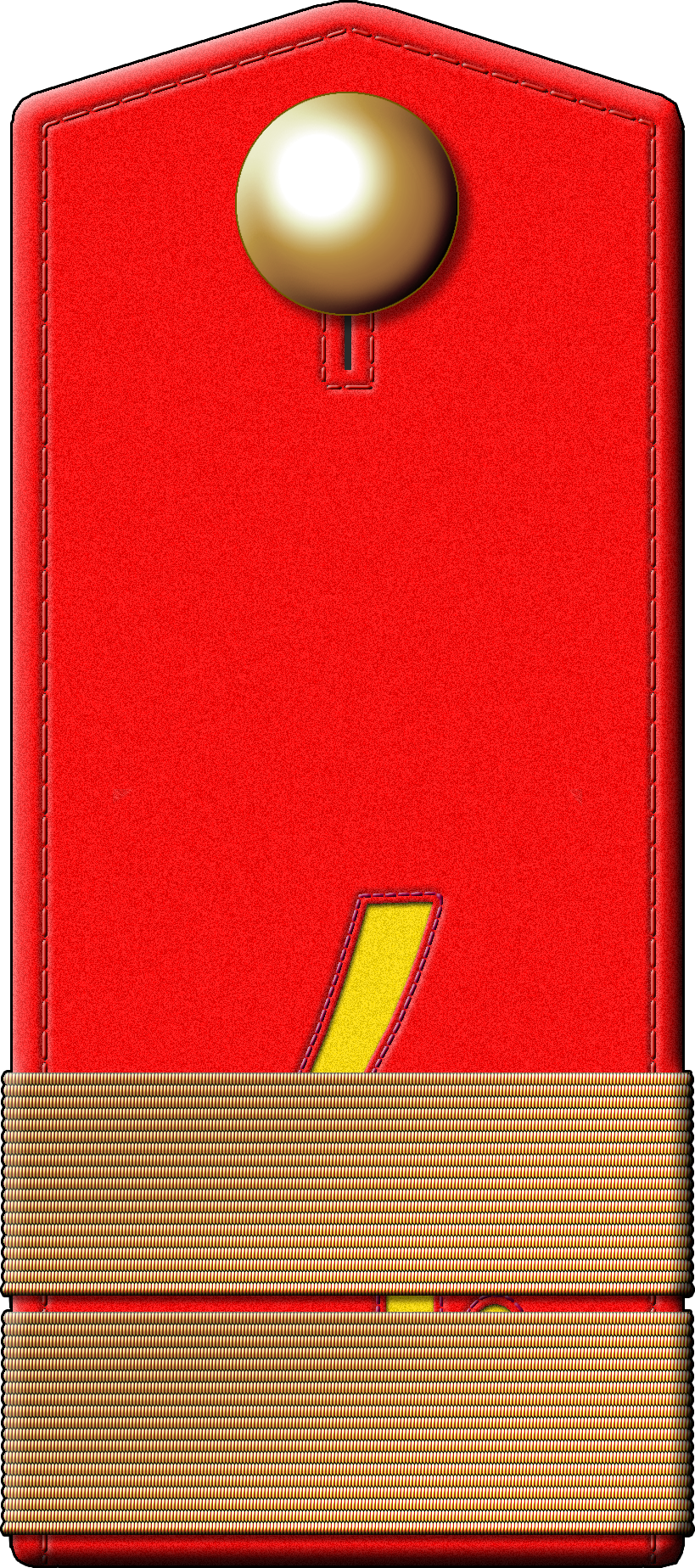
Оружейный мастер 1-го разряда 15-го пехотного Шлиссельбургского и 16-го пехотного Ладожского полков (погон по состоянию на 1864—1874 годы)
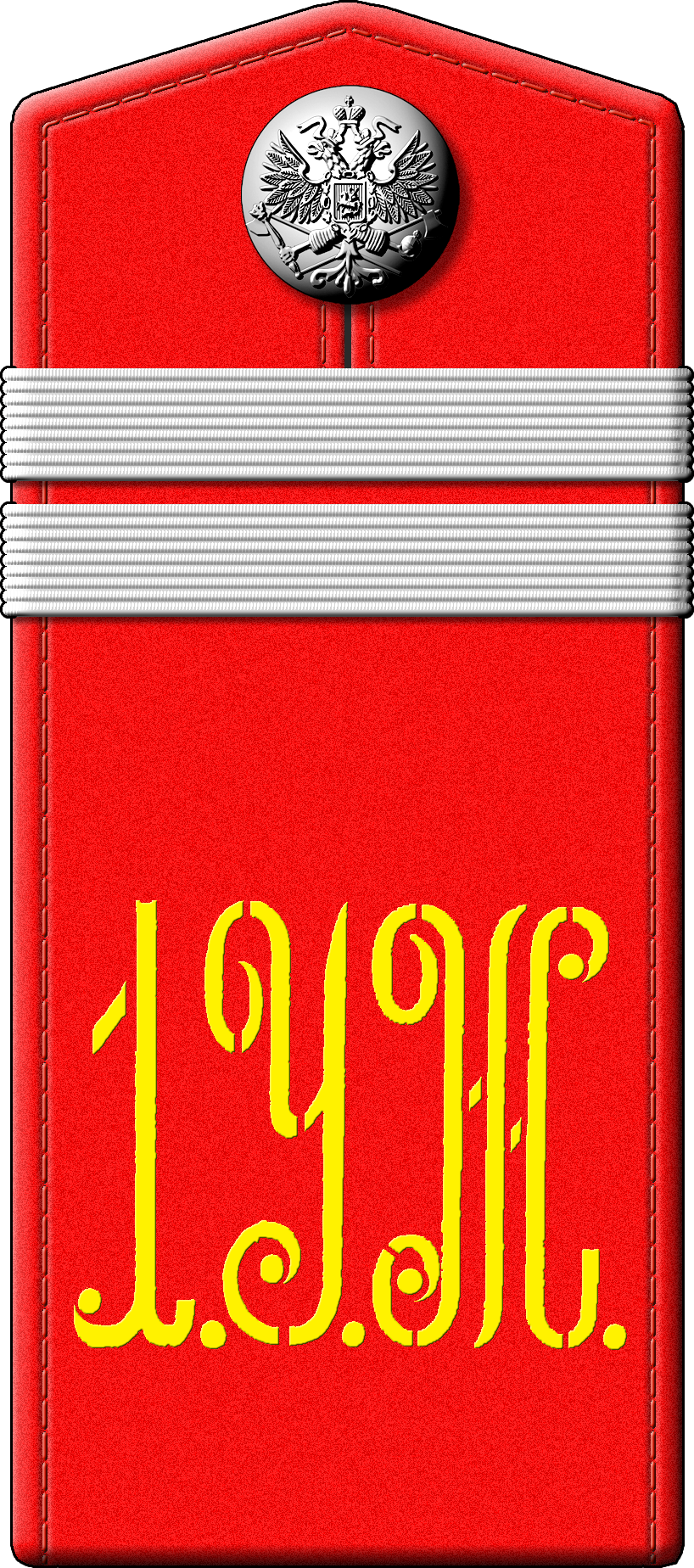
Младший унтер-офицер 1-го Уссурийского железнодорожного батальона (погоны по состоянию на 1904-1909 годы)
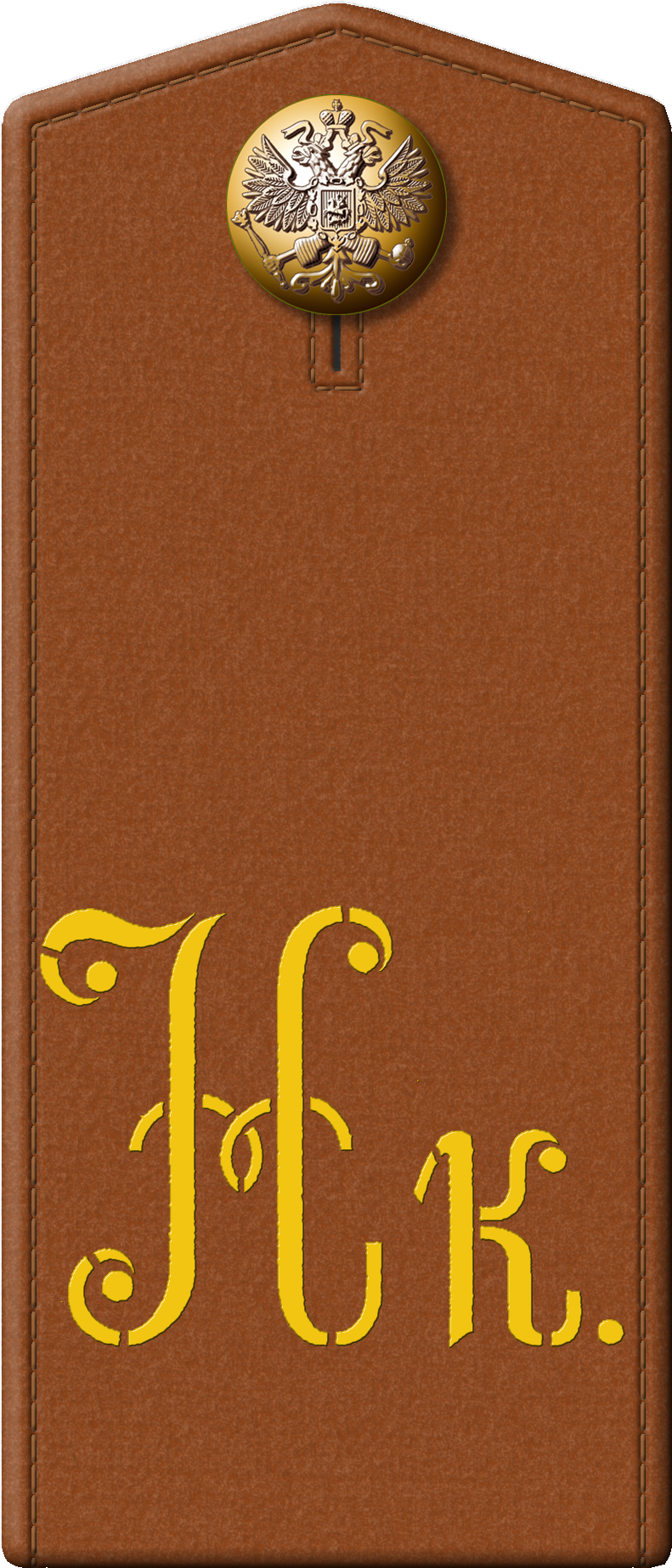
Рядовой Николаевского крепостного полка (погоны по состоянию на 1904 год)
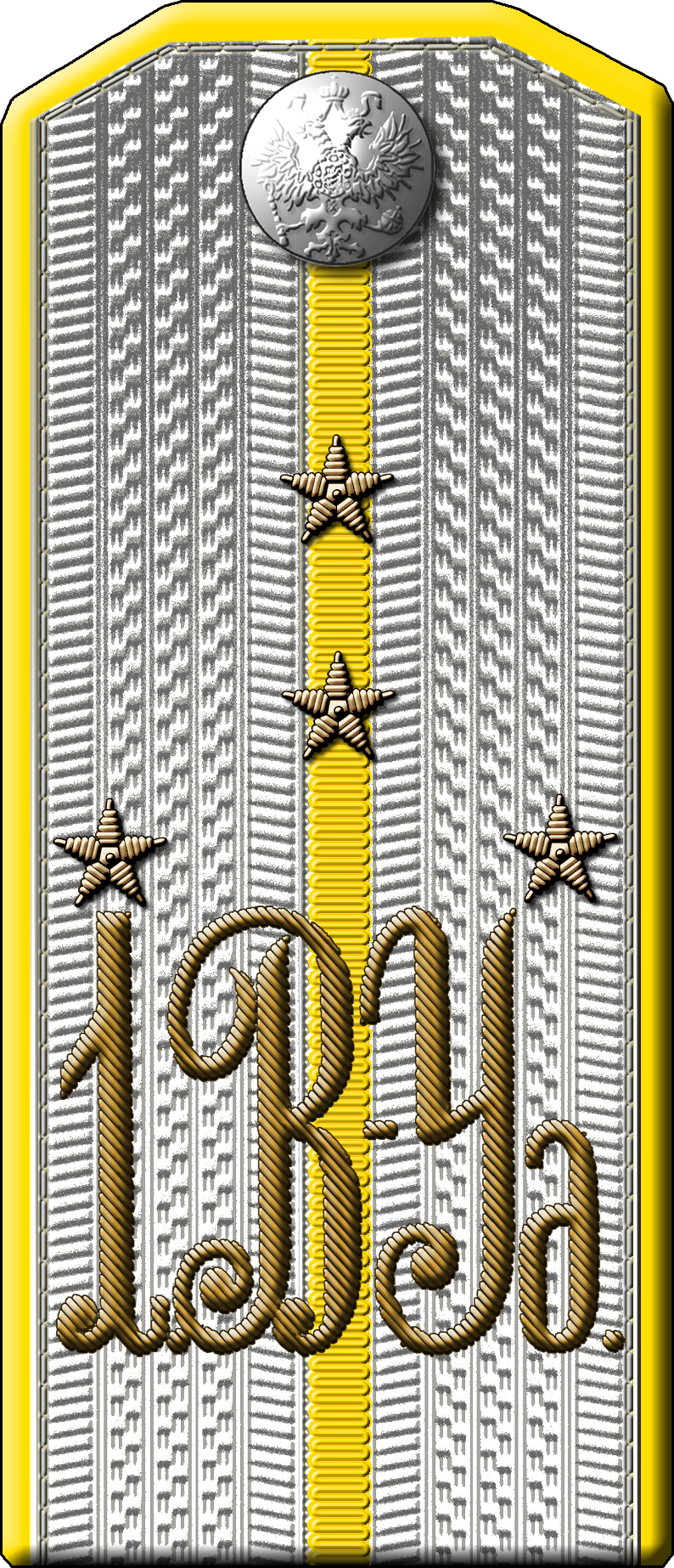
Подъесаул 1-го Верхнеудинского конного полка (погоны по состоянию на 1904-1909 годы)
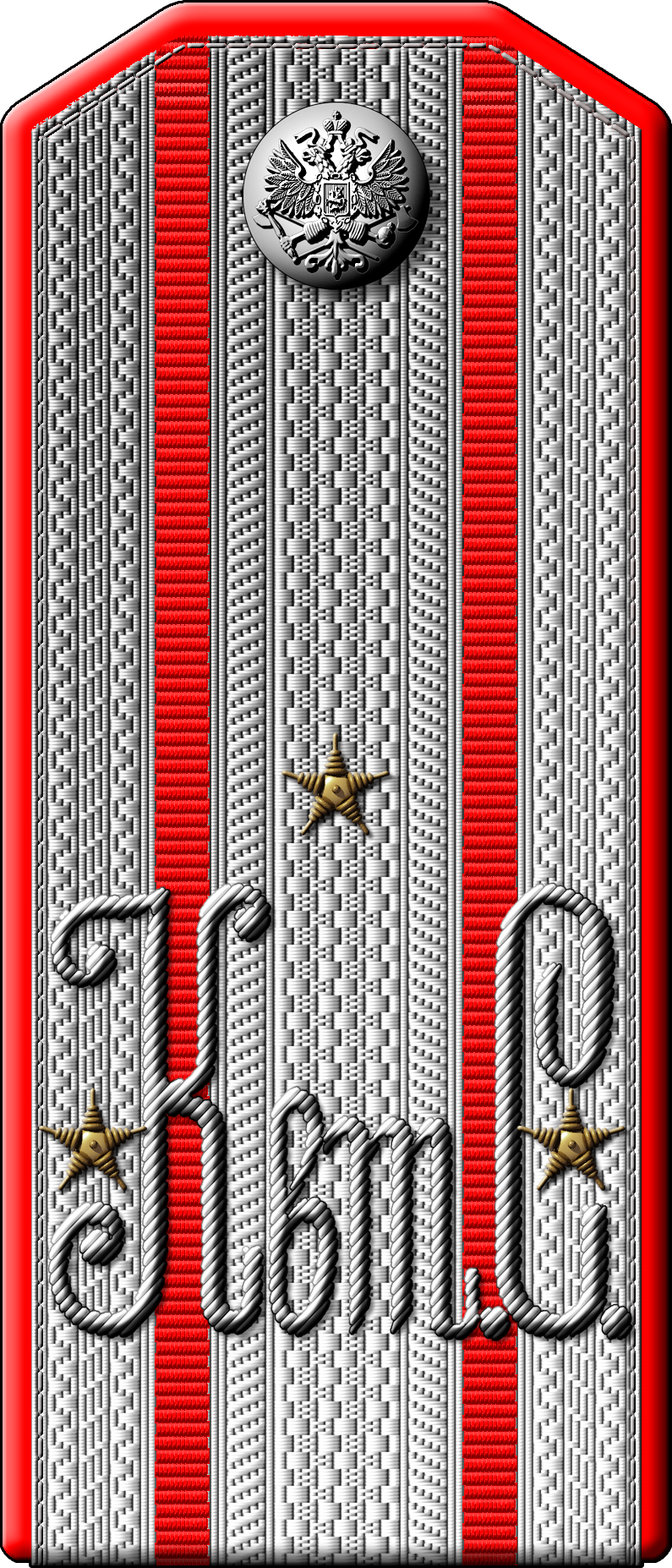
Подполковник Квантунской саперной роты (погоны по состоянию на 1904—1906 годы)
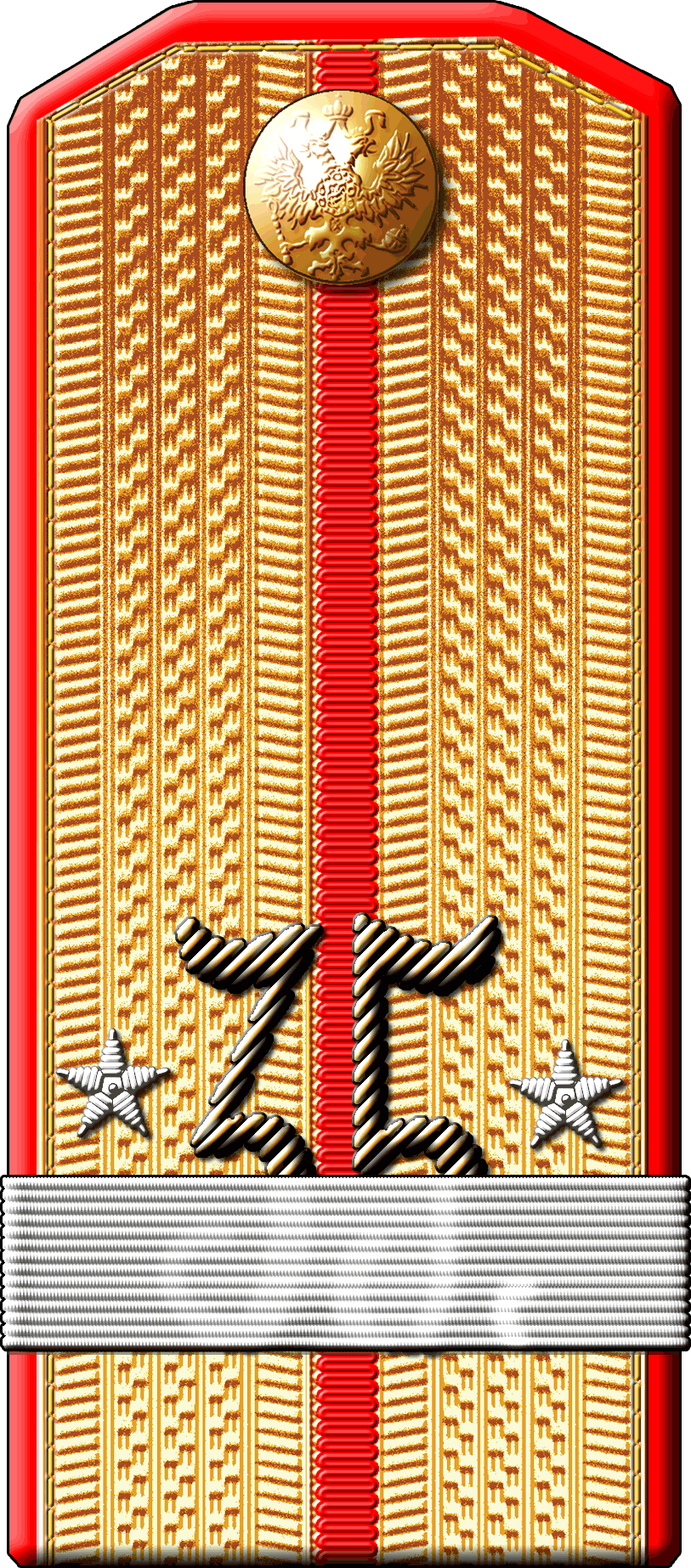
Подпоручик запаса 137-го пехотного Нежинского и 138-го пехотного Болховского полков (погоны по состоянию на 1904-1909 годы)
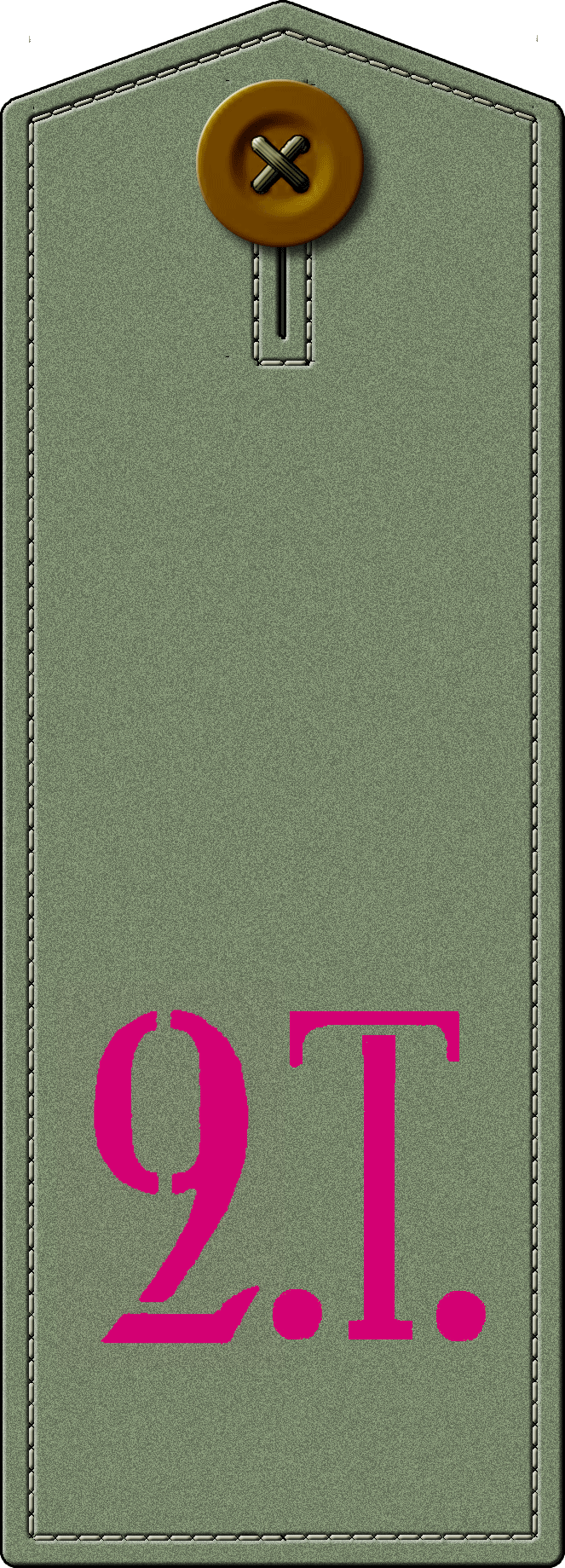
Рядовой 2-го Туркестанского стрелкового полка (походные погоны по состоянию на 1911-1917 годы)
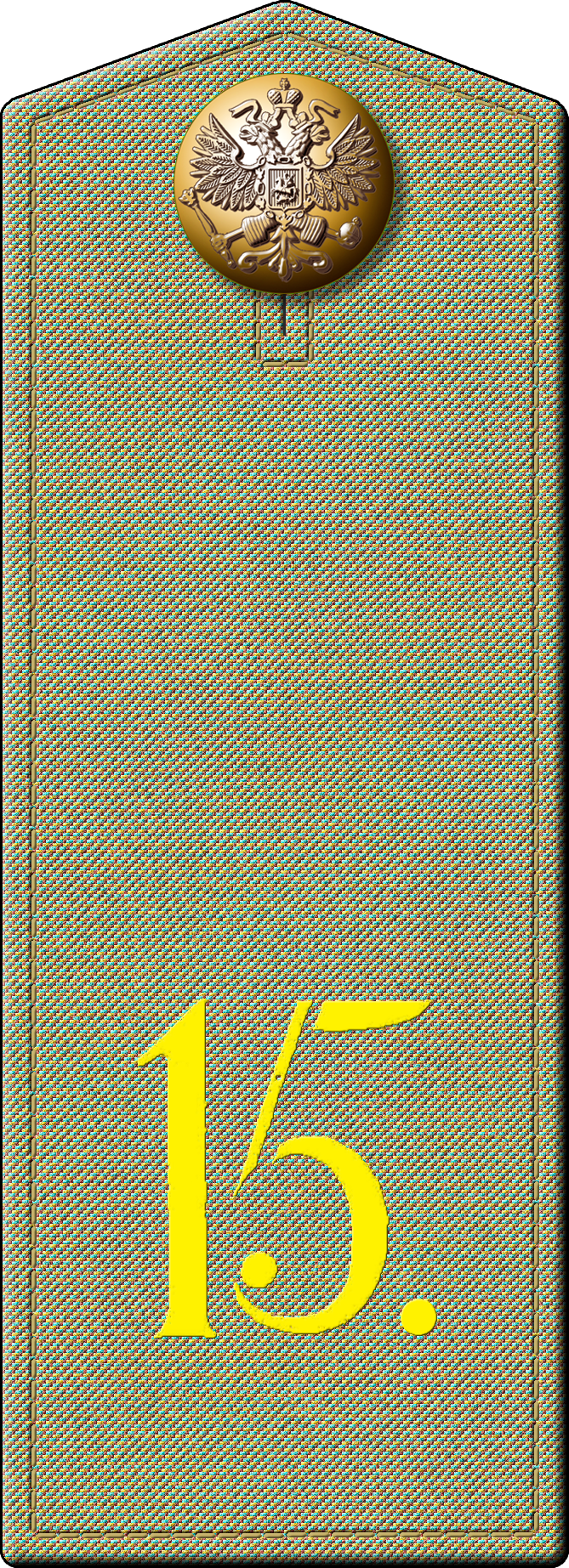
Рядовой 15-го пехотного Шлиссельбургского полка (походные погоны по состоянию на 1912-1917 годы)
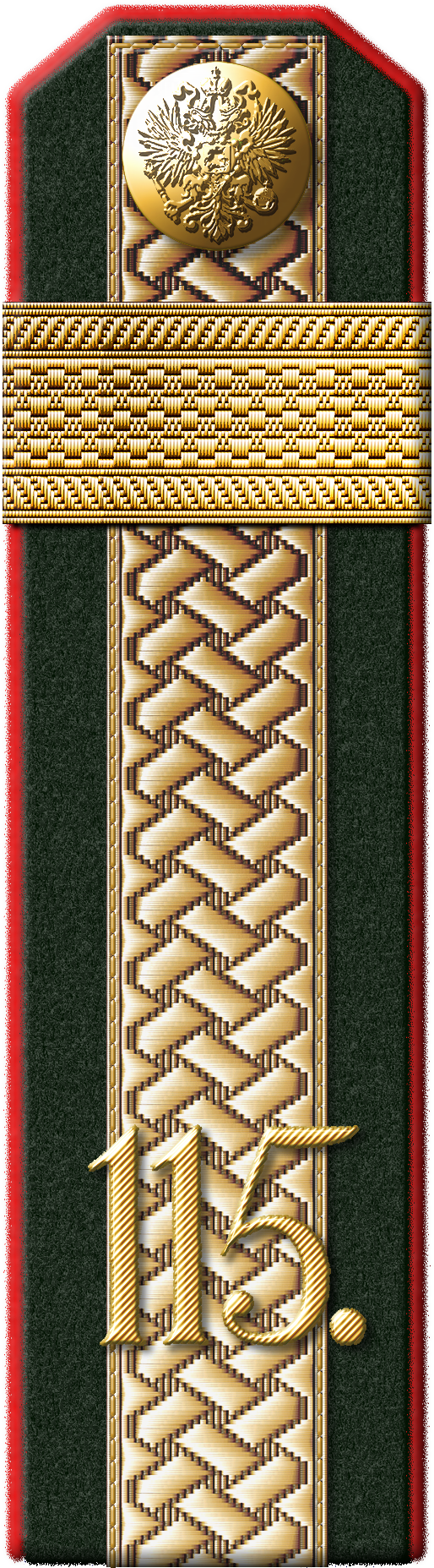
Зауряд-военный чиновник без чина, переименованный из кандидатов на классную должность, Капельмейстер 115-го пехотного Вяземского полка. 1916 год
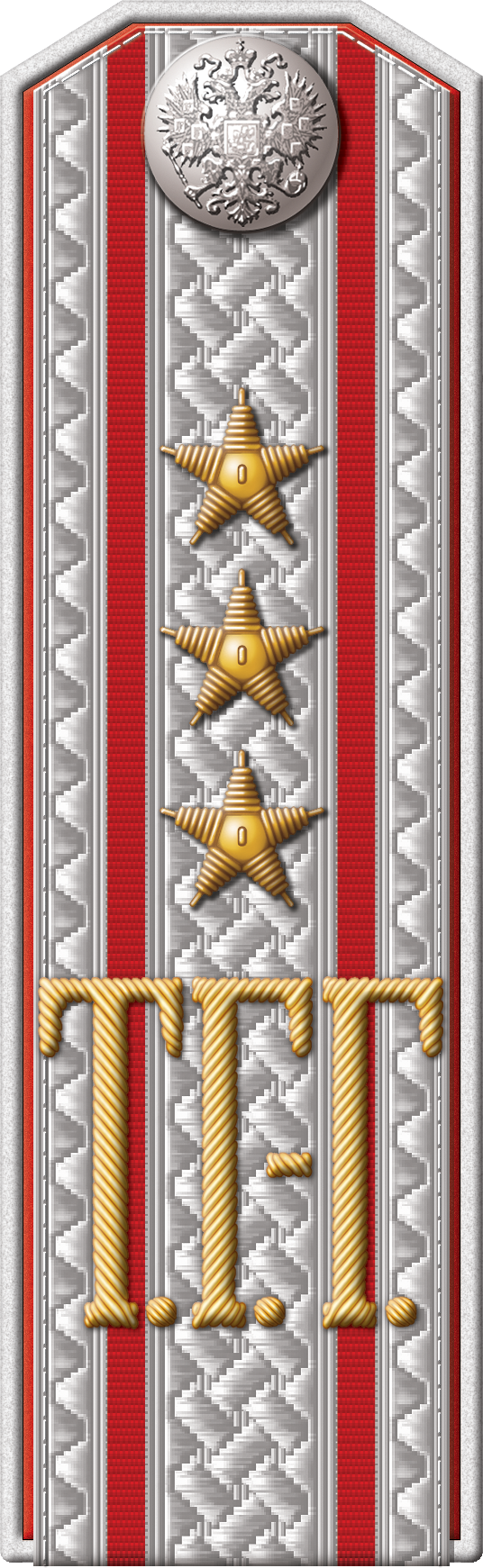
Чиновник 7-го класса военно-народных управлений Туркестанского генерал-губернаторства, 1913—1917 годы
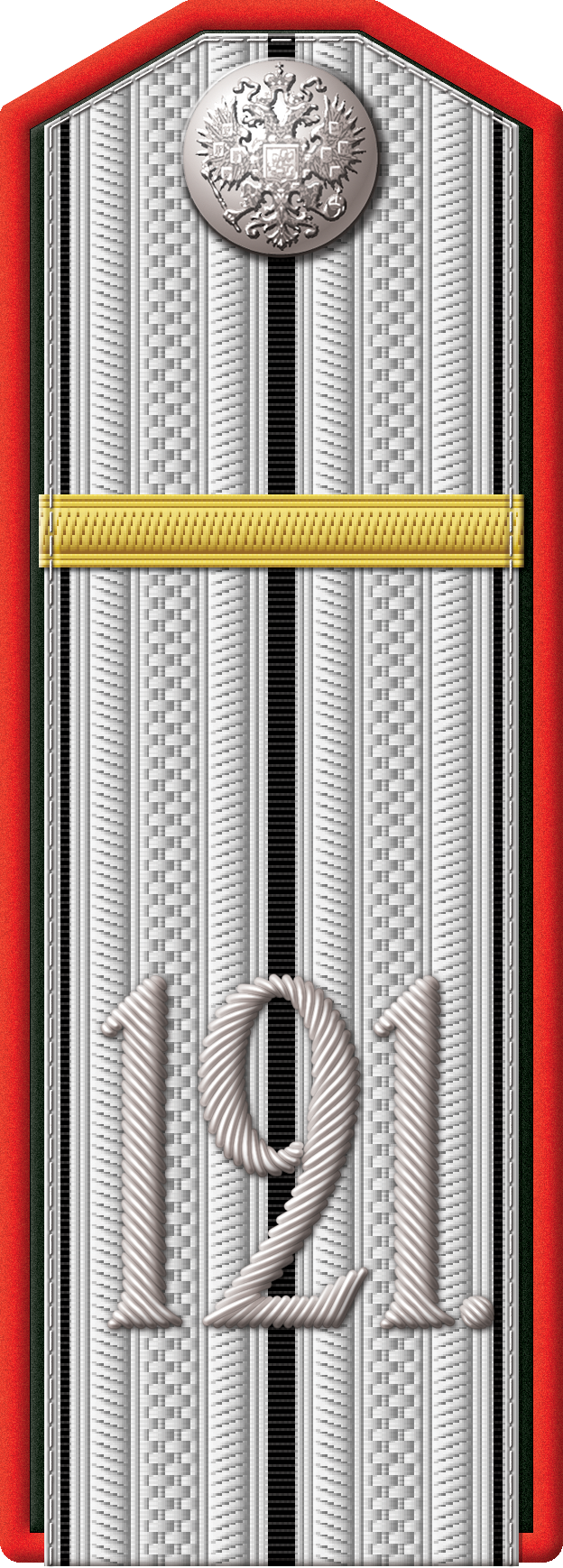
Зауряд-военный врач 121-го пехотного Пензенского полка, 1914—1917 годы
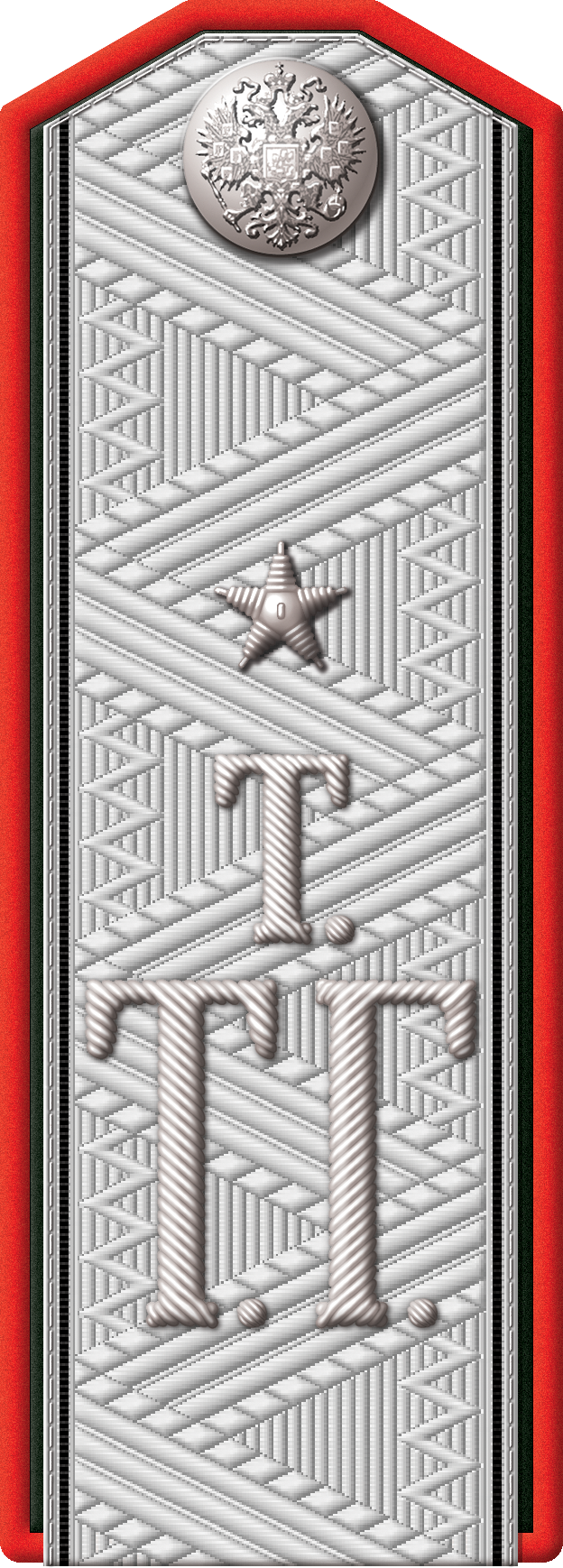
Врач Ташкентского военного госпиталя, статский советник (погон с двухстрочной шифровкой по состоянию на 1914—1917 годы)
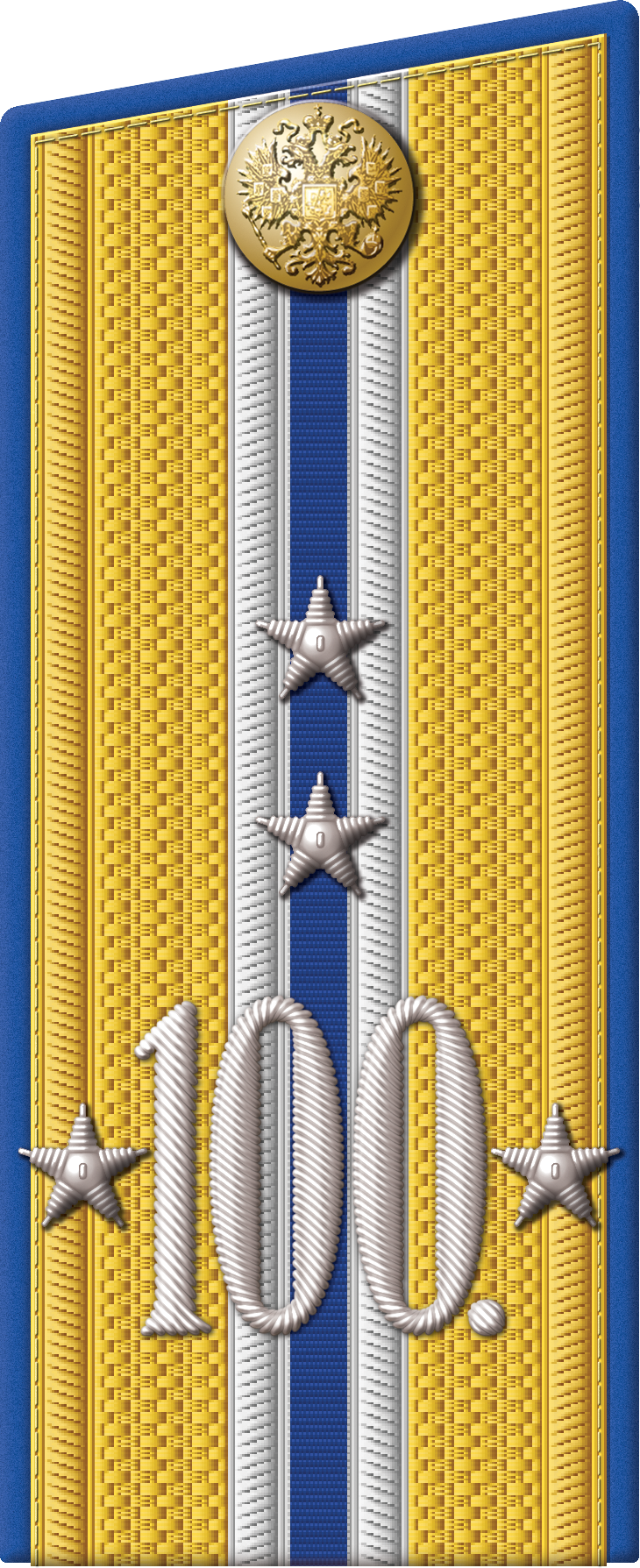
Штабс-капитан 100-го пехотного Островского полка, 19144—1917 годы (погон к одежде с отложным воротником)
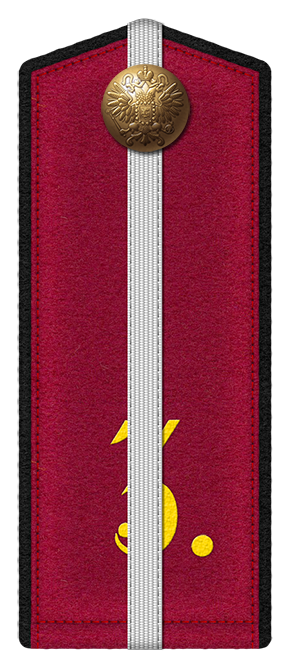
Рядовой команды разведчиков армейской кавалерии 3-го Новороссийского драгунского полка, 1914 год

Примеры шифровок (в том числе спецзнаков) на погонах Российского императорского флота и Российской императорской армии

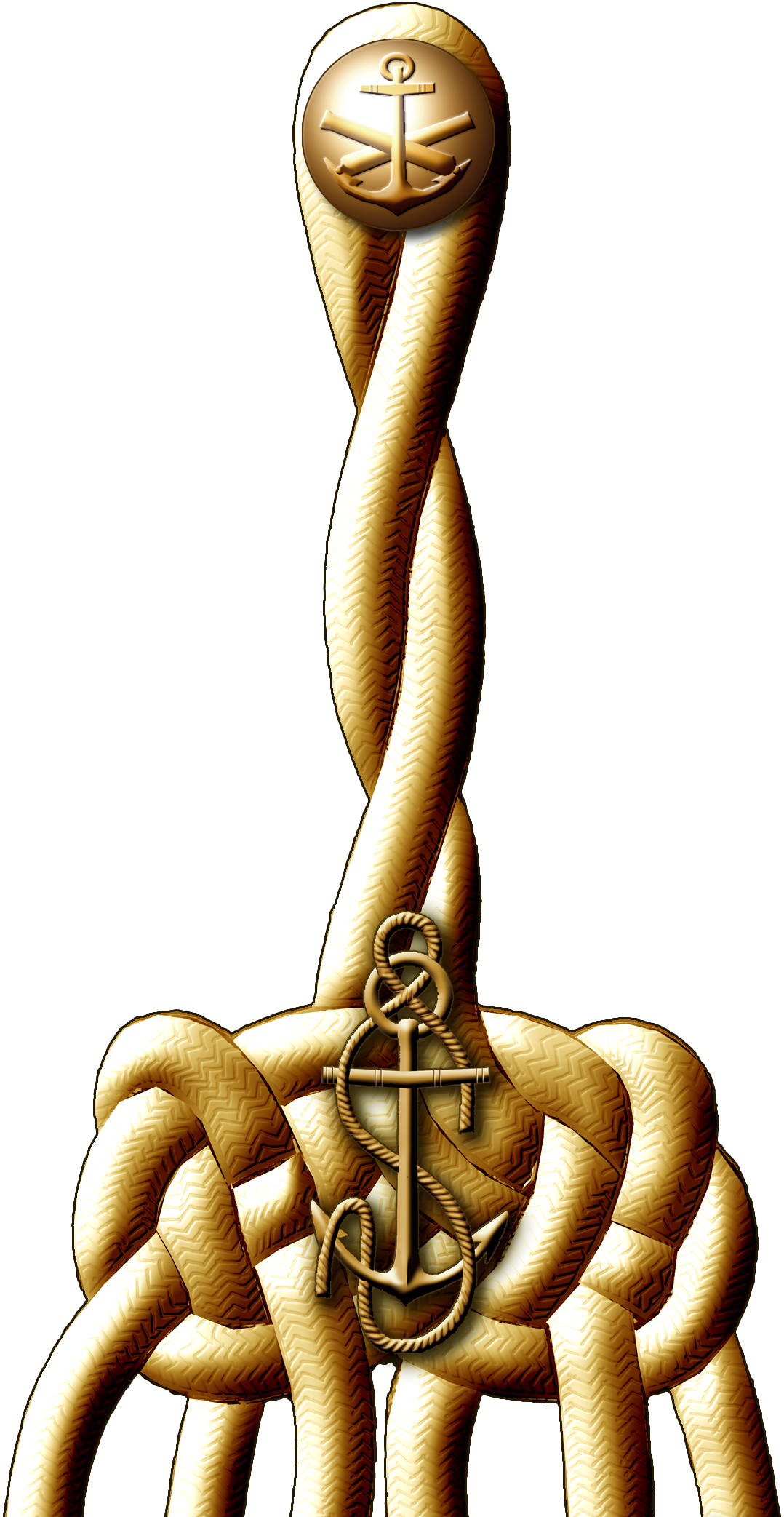
Кондуктор Корпуса морской артиллерии (по состоянию на 1860-1882 годы витушка аксельбанта на правом плече парадной формы артиллерийского кондуктора, на левом плече-погон)
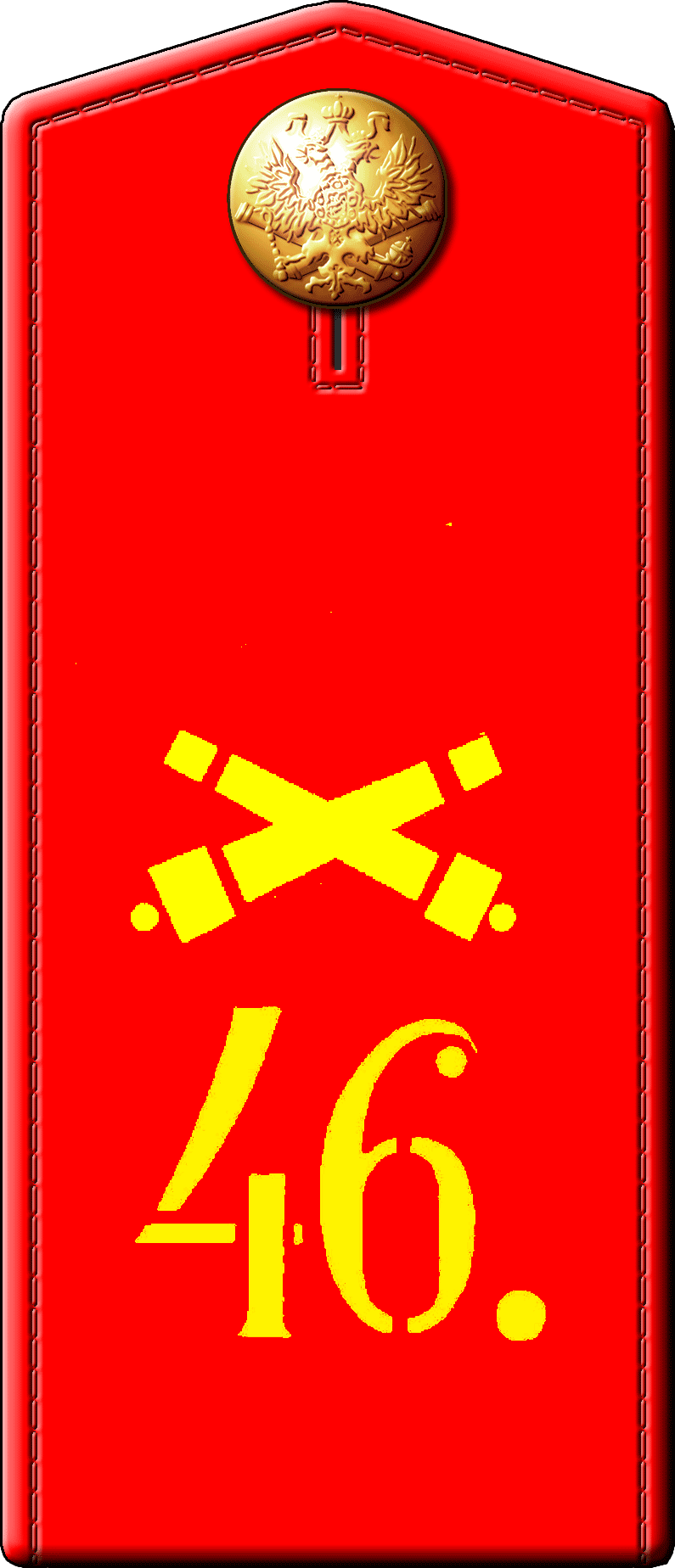
Канонир 46-й Артиллерийской бригады (погон образца 1911 года)
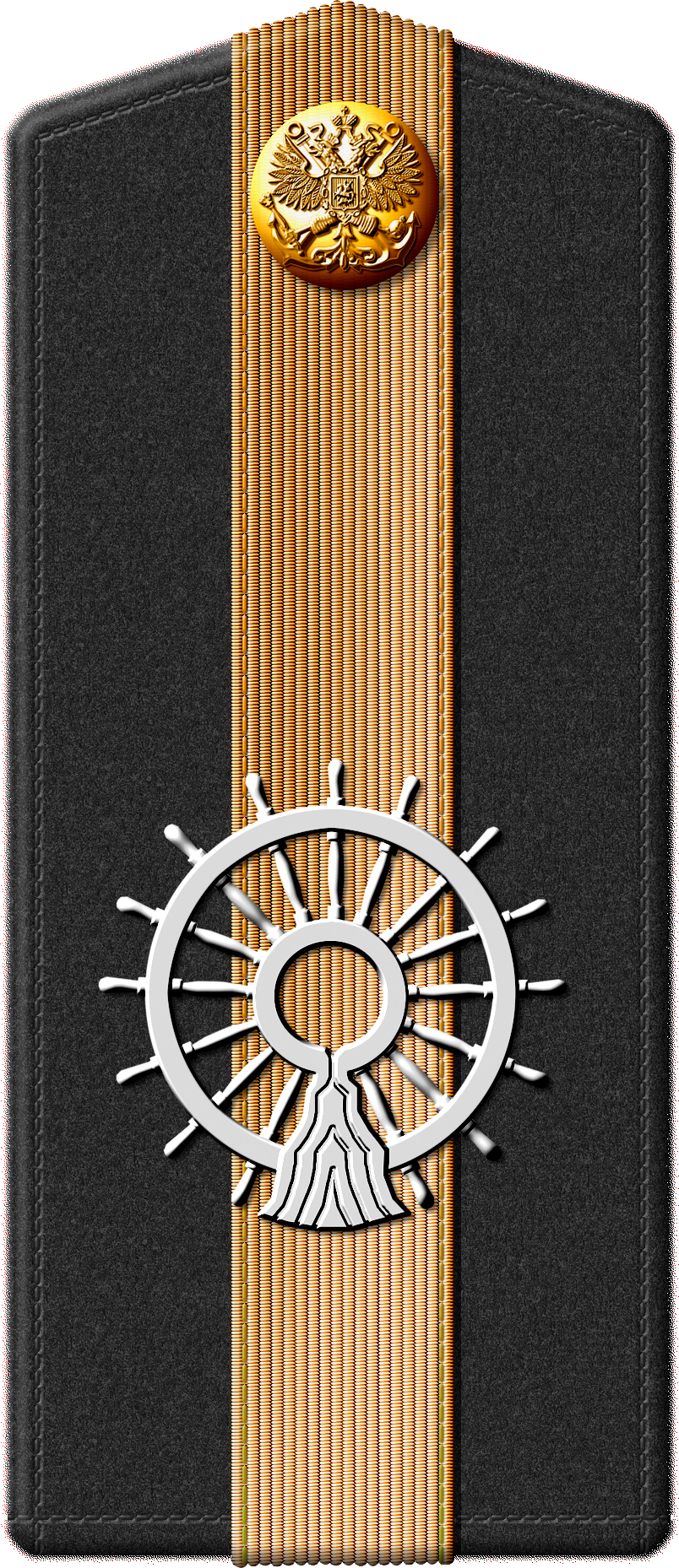
Рулевой кондуктор (погон 1913—1917 годов)
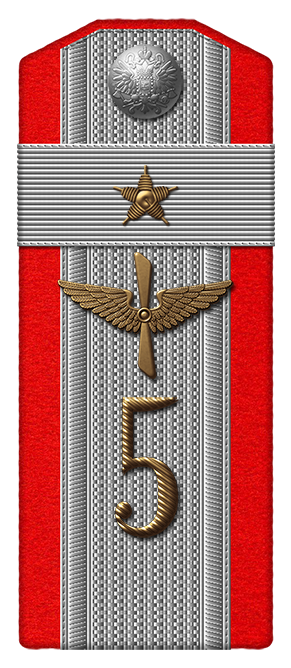
Зауряд-прапорщик на должности фельдфебеля в армии, 5-я авиационная рота (Брянск), 1914 год
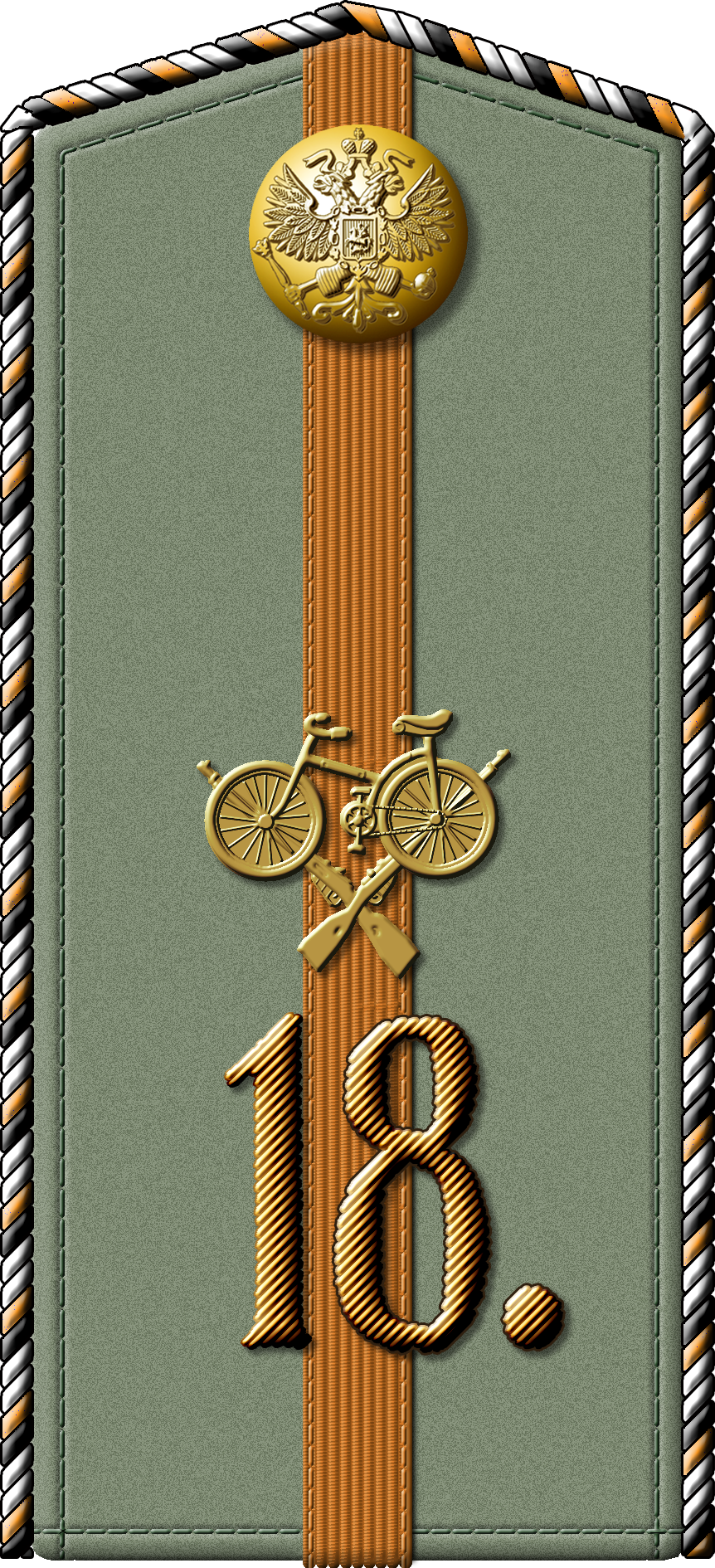
Рядовой-разведчик на правах вольноопределяющегося 18-й Отдельной Самокатной роты (предполагаемый вид неуставного походного погона 1917 года, реконструкция по фотографии)

Примеры шифровок на знаках различия РККА и Советской армии

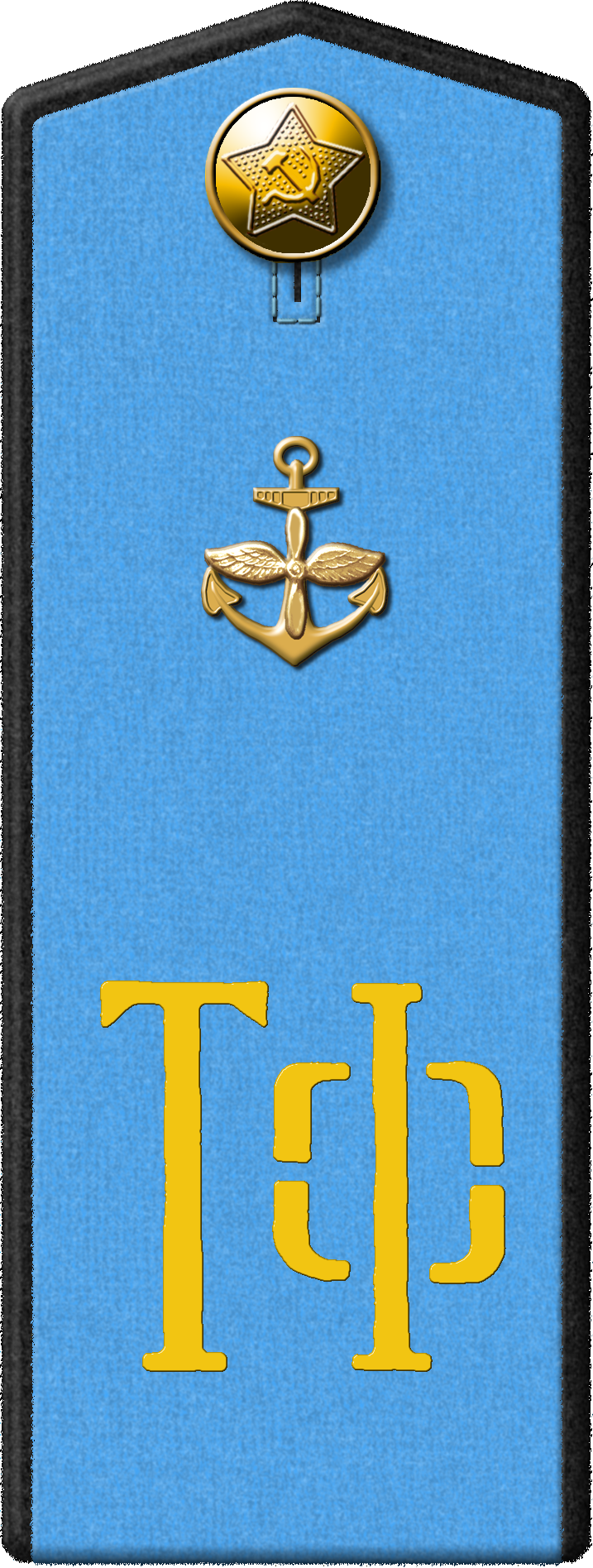
Краснофлотец нелётных частей Авиации Тихоокеанского флота, 1943 год (погоны повседневные)
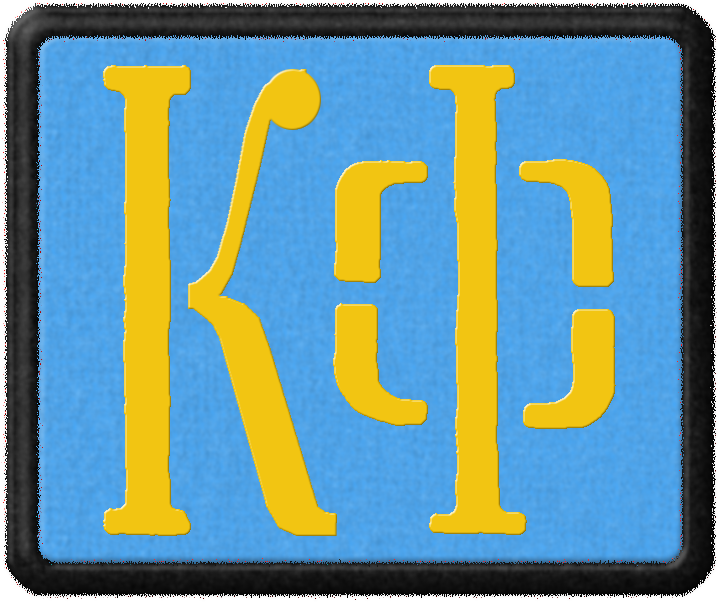
Краснофлотец Каспийской военной флотилии, 1943 год (погончики к фланелевой рубахе)
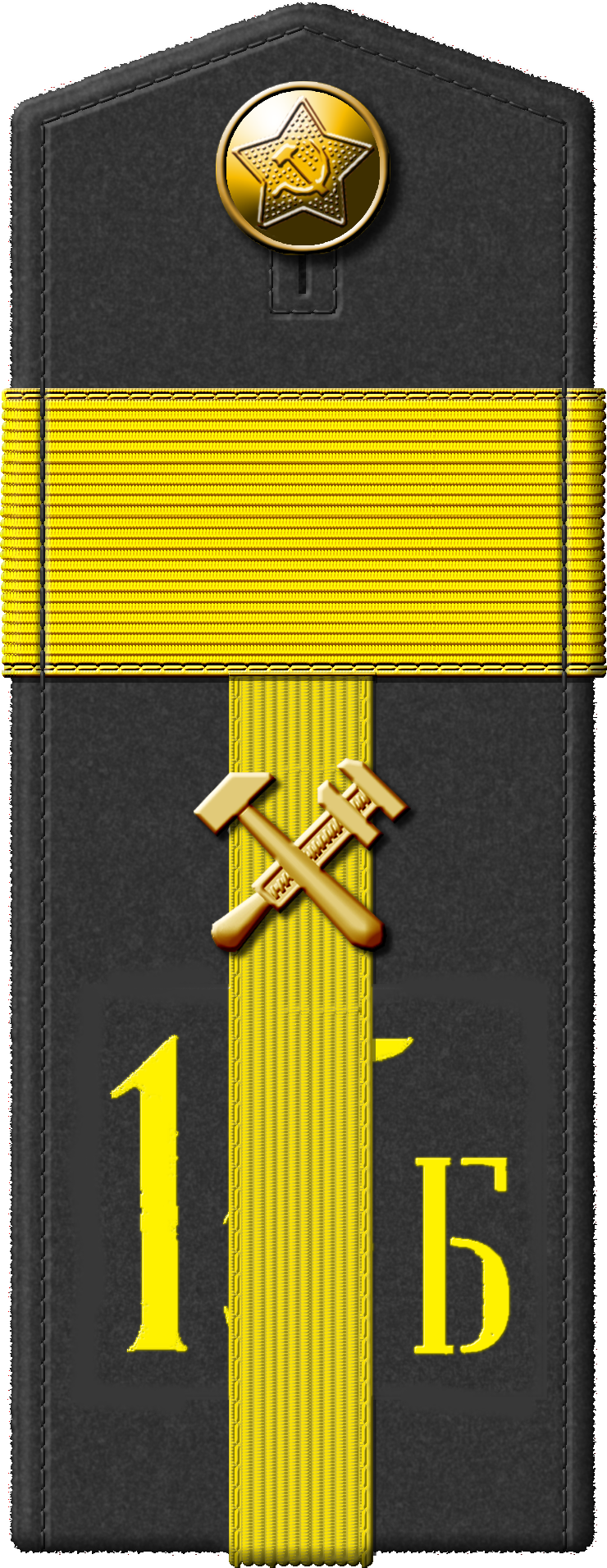
Старшина 15-й бригады химической защиты РККА (погоны повседневные образца 1943 года)
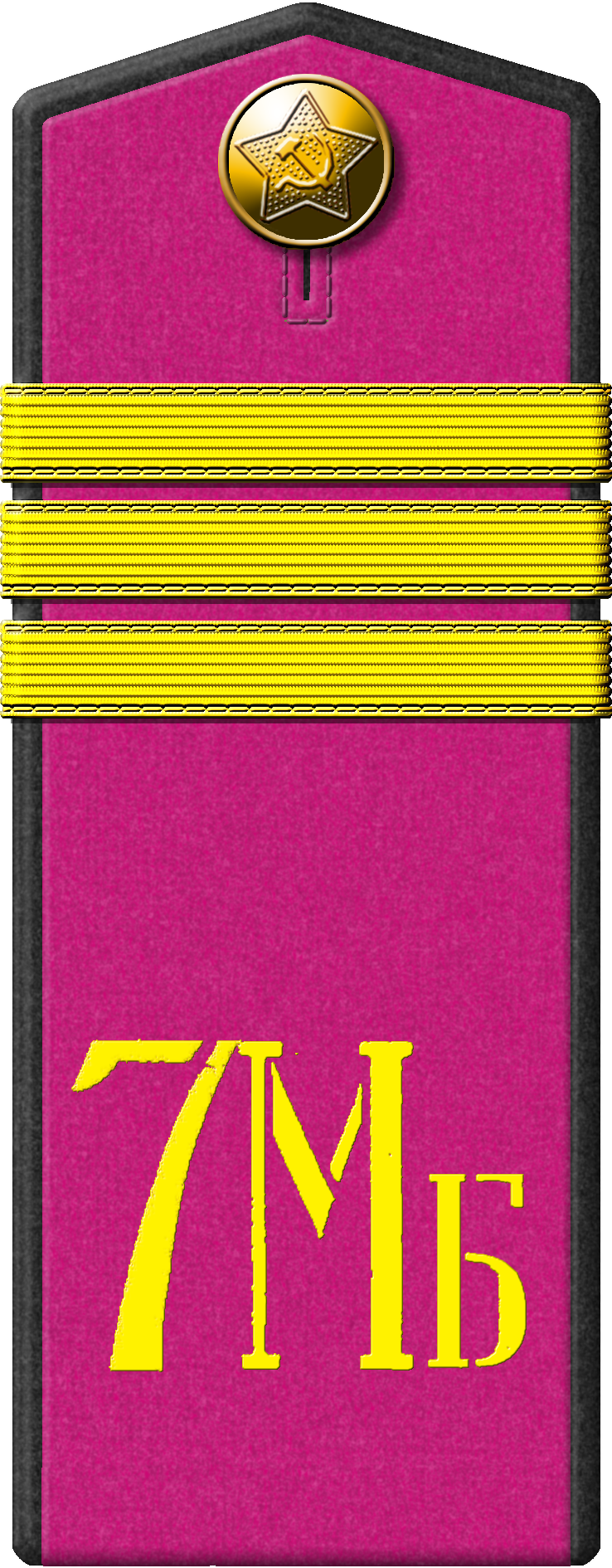
Сержант 7-й мотострелковой бригады РККА (погоны повседневные образца 1943 года)